# Lịch sử hành chính Bạc Liêu

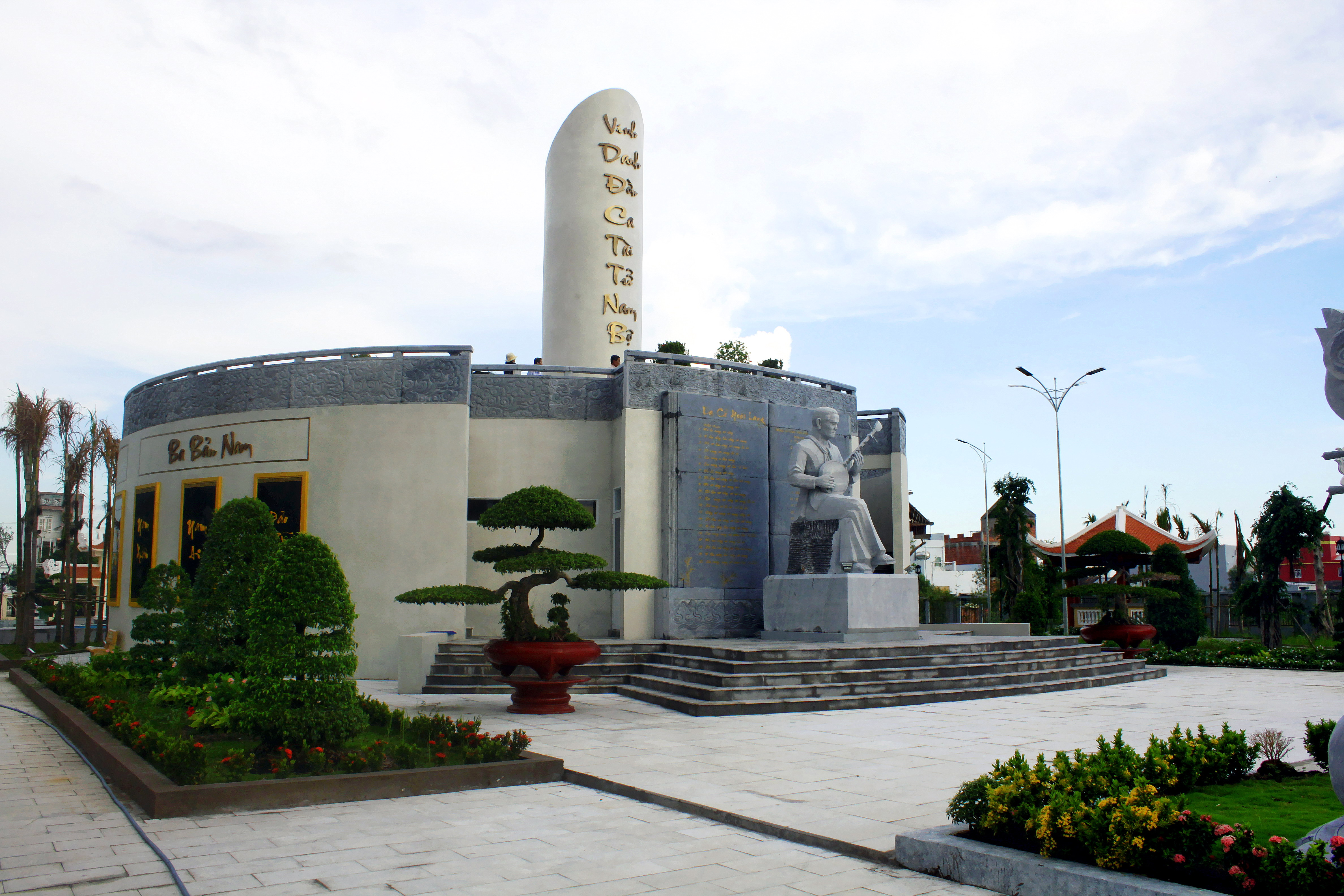
Khu di tích nhạc sĩ Cao Văn Lầu

Lịch sử hành chính Bạc Liêu được lấy mốc từ cuộc cải cách hành chính Nam Kỳ năm 1900. Theo đó, tỉnh Bạc Liêu được thành lập trên cơ sở hạt tham biện Bạc Liêu. Tính đến thời điểm hiện tại, toàn tỉnh Bạc Liêu được chia thành 7 đơn vị hành chính cấp huyện, trong đó có 1 thành phố Bạc Liêu, 1 thị xã Giá Rai và 5 huyện: Đông Hải, Hòa Bình, Hồng Dân, Phước Long, Vĩnh Lợi.
Bạc Liêu là một tỉnh duyên hải tây nam của Việt Nam, có mặt phía đông nam giáp với Biển Đông và đường bờ biển dài hơn 56 km. Có 3/7 đơn vị hành chính cấp huyện có đường bờ biển, gồm thành phố Bạc Liêu và các huyện Hòa Bình, Đông Hải.
Bản đồ hành chính tỉnh Bạc Liêu

## Lịch sử nguồn gốc tên gọi
Qua sách sử triều Nguyễn, địa danh Bạc Liêu được viết là Bắc Liêu, có từ năm triều Nguyễn làm địa bạ (những năm 20 – 30 của thế kỷ XIX). Nguồn gốc địa danh Bạc Liêu hiện có nhiều cách giải thích khác nhau.
Trước đây, tồn tại cách giải thích là người đến Bạc Liêu khai phá phải ở bằng lều bạt, từ đó sinh ra địa danh Bạc Liêu (Bạc là từ bạt; Liêu là từ lều). Một số người lại cho rằng, "Bạc" là từ mới, có nguồn gốc từ tiếng Pháp. Người Hoa thì cho rằng, Bạc Liêu xuất hiện do đọc trại từ Pô Léo, có nghĩa là xóm chài. Có giả thuyết lại cho rằng, Bạc Liêu xuất phát từ tiếng Hán – Việt từ chữ Bạc Liêu (Bắc là rau cải, Liêu là xa). Bạc Liêu có nghĩa là một vùng đất trồng rau cải ở xa.

## Trước khi thành lập tỉnh
Vùng đất Bạc Liêu và công cuộc khai phá của người Việt
Vùng đất Bạc Liêu xưa được xem là nằm dưới vùng ảnh hưởng của vương quốc Chân Lạp. Tuy nhiên, trước thế kỷ XVII, vùng đất này dân cư thưa thớt, hần như chỉ là những cụm dân cư tự trị, ít liên hệ với nhau.
Mãi đến năm 1680, Mạc Cửu, một cựu dân Nhà Minh ở Trung Quốc đã đưa gia tộc và thuộc hạ đến vùng Mang Khảm chiêu tập một số lưu dân người Việt, người Hoa cư trú ở Mang Khảm, Phú Quốc, Rạch Giá, Long Xuyên (Cà Mau), Luống Cày (Lũng Kỳ), Hưng Úc (tức Vũng Thơm hay Kompong som), Cần Bột (Campốt) lập ra những thôn xóm đầu tiên trên vùng đất Bạc Liêu.
Năm 1708, Mạc Cửu dâng vùng đất Mang Khảm cho chúa Nguyễn Phúc Chu. Chúa Nguyễn Phúc Chu đặt tên toàn bộ thôn xóm vùng này là trấn Hà Tiên, lúc này Mạc Cửu được phong làm Tổng binh trấn Hà Tiên, với tước Cửu Ngọc hầu. Mạc Cửu lập dinh trại đồn trú tại Phương Thành, dân cư ngày càng đông đúc hơn.
Năm 1757, chúa Nguyễn Phúc Khoát thu nhập thêm vùng đất Ba Thắc, lập ra Trấn Giang (Cần Thơ), Trấn Di (Sóc Trăng, Bạc Liêu). Toàn bộ vùng đất phương Nam thuộc về Chúa Nguyễn.
Đến năm 1777, Trấn Giang, Trấn Di được bãi bỏ, nhập vào trấn Hà Tiên.
Đất Bạc Liêu trong hành chính đầu thời Nguyễn
Năm 1802, chúa Nguyễn Ánh lên ngôi vua, lấy hiệu là Gia Long.
Năm 1808, trấn Gia Định đổi là thành Gia Định cai quản 5 trấn là Phiên An, Biên Hòa, Định Tường, Vĩnh Thanh (tức Vĩnh Long), Hà Tiên.
Năm 1832, trong cuộc cải cách hành chính, vua Minh Mạng bỏ thành Gia Định, chia Nam Kỳ thành lục tỉnh là Biên Hoà, Gia Định, Định Tường, Vĩnh Long, An Giang, Hà Tiên, bao gồm đất từ Hà Tiên đến Cà Mau. Phần đất tỉnh An Giang, tính từ Châu Đốc đến Sóc Trăng và Bạc Liêu tính đến cửa biển Gành Hào. Thời vua Tự Đức, vùng này thuộc phủ Ba Xuyên, rồi sau đó lại tách ra lập thành huyện Phong Thạnh trực thuộc phủ Ba Xuyên, tỉnh An Giang.
Từ hạt tham biện Bạc Liêu đến tỉnh Bạc Liêu
Ngày 5 tháng 1 năm 1867, Thực dân Pháp chiếm Nam Kỳ Lục tỉnh. Đầu thời Pháp thuộc, phủ Ba Xuyên đổi thành hạt thanh tra Ba Xuyên.
Ngày 15 tháng 7 năm 1867, Pháp đổi hạt Ba Xuyên thành hạt thanh tra Sóc Trăng.
Ngày 5 tháng 6 năm 1876, Pháp chia Nam Kỳ thành 24 khu tham biện (inspection) do các viên thanh tra hành chính (inspecteur) đảm nhiệm.

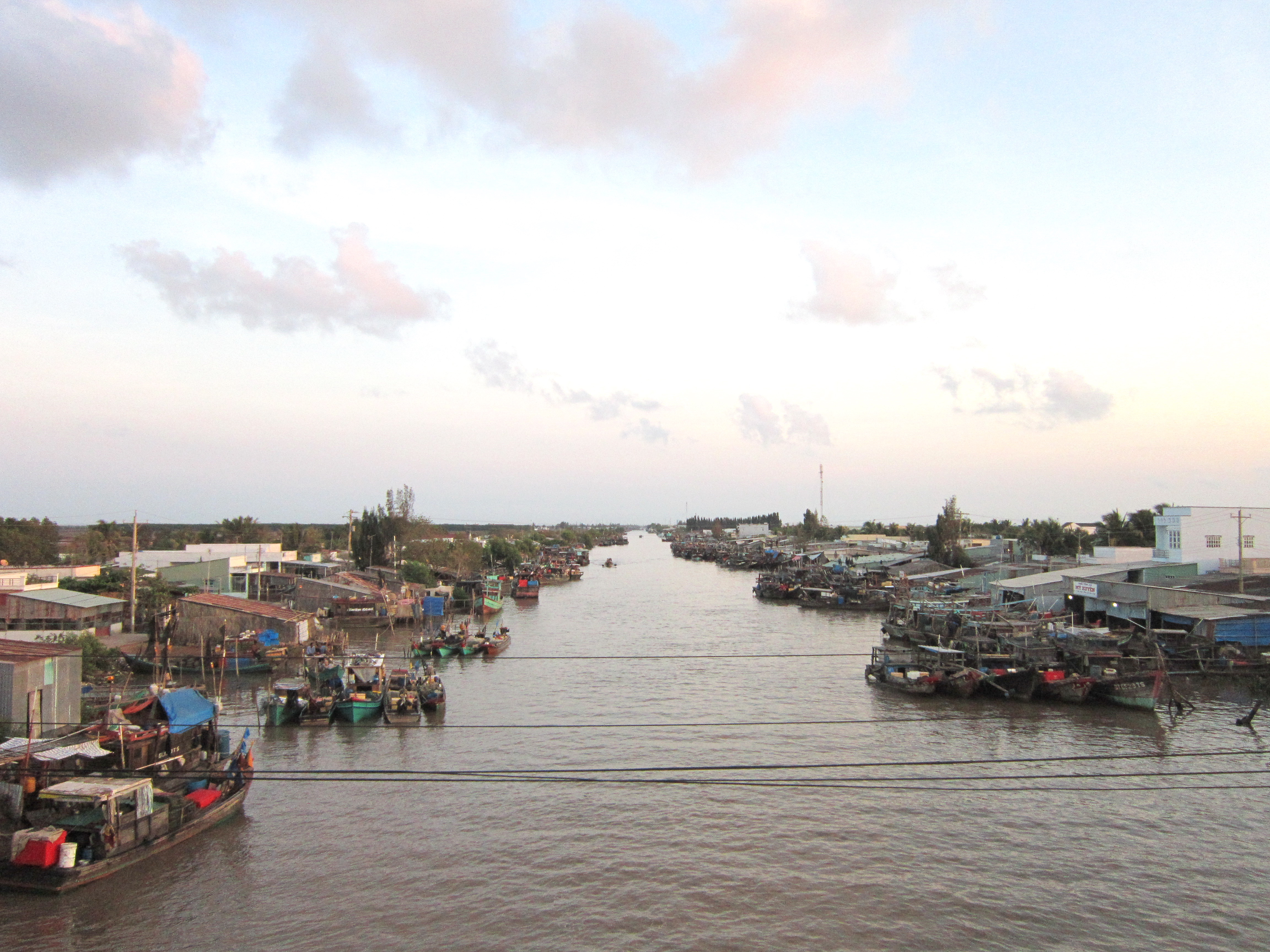
Kênh Nhà Mát ở thành phố Bạc Liêu

Năm 1877, Pháp điều chỉnh Nam Kỳ còn lại 20 khu tham biện.
Ngày 18 tháng 7 năm 1882, Pháp ban hành Nghị định số 257 về việc cắt đặt một viên Tham biện tạm coi việc hành chánh bản xứ đối với 5 tổng. Lỵ sở đặt tại khu vực chợ Bạc Liêu ngày nay.
Ngày 18 tháng 12 năm 1882, Thống đốc Nam Kỳ thuộc Pháp ban hành Nghị định số 463 về việc cắt 3 tổng: Quảng Long với 9 làng; Quảng Xuyên với 14 làng; Long Thủy với 18 làng của đại lý (Dlégation) Cà Mau thuộc địa hạt Rạch Giá (Arrondissement de Rach Gia) và 2 tổng Thạnh Hòa với 17 làng; Thạnh Hưng với 12 làng của đại lý Châu Thành thuộc địa hạt Sóc Trăng và thành lập địa hạt Bạc Liêu (Arrondissement de Bạc Liêu). Địa hạt Bạc Liêu là địa hạt thứ 21 của Nam Kỳ, lúc đầu có 2 đại lý là Vĩnh Lợi và Vĩnh Châu.
Địa hạt Bạc Liêu có diện tích 810.000 ha và dân số là 25.531 người. Tứ cận: Đông, Nam, Tây giáp Biển Đông; Bắc giáp hai hạt Tham biện Rạch Giá và Sóc Trăng.
Tỉnh Bạc Liêu dưới thời Pháp thuộc
Năm 1897, hạt tham biện Bạc Liêu được chia thành 7 tổng:
- Tổng Thạnh Hòa có 6 làng: Hòa Bình, Hưng Hội, Long Thạnh, Vĩnh Lợi, Vĩnh Mỹ, Vĩnh Trạch.
- Tổng Thạnh Hưng có 5 làng: Khánh Hòa, Lạc Hòa, Lai Hòa, Vĩnh Châu, Vĩnh Phước.
- Tổng Long Thủy có 18 làng: Cửu An, Hữu Lợi, Hữu Ngãi, Kiết An, Long Điền, Phong Thạnh, Tân An, Tân Bình, Tân Hóa, Tân Mỹ, Tân Nghĩa, Tân Phong, Tân Quí, Tân Thới, Tân Thuộc, Tân Xuyên, Thạnh Hòa, Thạnh Trị.
- Tổng Quảng Long có 9 làng: An Thành, Bình Định, Bình Thành, Bình Thành Tây, Mỹ Thới, Tân Định, Tân Đức, Tân Thành, Tân Trạch.

## Thành lập tỉnh Bạc Liêu (1/1/1900 – 1956)
Ngày 20 tháng 12 năm 1899, Toàn quyền Đông Dương ký Sắc lệnh bỏ xưng danh địa hạt, đổi thành tỉnh, đại lý đổi thành quận.
Ngày 1 tháng 1 năm 1900, Sắc lệnh trên được áp dụng cho toàn Nam Kỳ, trong đó có hạt tham biện Bạc Liêu đổi thành tỉnh Bạc Liêu. Tỉnh lỵ tỉnh Bạc Liêu đặt tại làng Vĩnh Lợi thuộc quận Vĩnh Lợi.
Tỉnh Bạc Liêu ban đầu chỉ có 2 quận: Vĩnh Lợi và Vĩnh Châu.
Năm 1903, lập đại lý hành chánh Cà Mau thuộc tỉnh Bạc Liêu, gồm 3 tổng: Quảng Long, Quảng Xuyên, Long Thủy.
Năm 1904, cắt một phần đất của quận Vĩnh Lợi để sáp nhập vào quận Vĩnh Châu.
Ngày 9 tháng 1 năm 1910, viên Chủ tỉnh Bạc Liêu gửi Công văn số 49 lên Thống đốc Nam Kỳ đề nghị thành lập 3 quận: Vĩnh Lợi (gồm tổng Thạnh Hòa); Vĩnh Châu (gồm tổng Thạnh Hưng); Cà Mau (gồm 3 tổng: Quảng Xuyên, Long Thủy, Quảng Long). Được Thống đốc chấp nhận bằng Công văn số 92-276C ngày 16 tháng 1 năm 1910.
Ngày 16 tháng 5 năm 1911, Toàn quyền Đông Dương ban hành Nghị định về việc thành lập đại lý hành chánh Cà Mau lên thành quận Cà Mau gồm 3 tổng: Quảng Xuyên, Long Thủy và Quảng Long trực thuộc tỉnh Bạc Liêu.
Ngày 5 tháng 10 năm 1917, Thống đốc Nam Kỳ ban hành Nghị định về việc chia địa bàn tỉnh Bạc Liêu thành 4 quận trực thuộc:
- Quận Cà Mau có 2 tổng: Quảng Xuyên, Quảng Long và 4 làng: Tân Lộc, Tân Lợi, Tân Phú, Thới Bình của tổng Long Thủy.
- Quận Vĩnh Lợi có 5 làng: Hòa Bình, Hưng Hội, Long Thạnh, Vĩnh Lợi, Vĩnh Trạch của tổng Thạnh Hòa.
- Quận Vĩnh Châu có 5 làng: Vĩnh Châu, Vĩnh Phước, Lai Hòa, Khánh Hòa, Lạc Hòa của tổng Thạnh Hưng.
- Quận Giá Rai có làng Vĩnh Mỹ của tổng Thạnh Hòa; 2 làng: Phong Thạnh, Long Điền của tổng Long Thủy.

Ngày 18 tháng 12 năm 1928, Toàn quyền Đông Dương ban hành Nghị định về việc thành lập các thị xã Bạc Liêu, Cần Thơ, Rạch Giá và Mỹ Tho trực thuộc các tỉnh cùng tên gọi. Các thị xã này đều có Ủy ban thị xã, thị trưởng do chủ tỉnh bổ nhiệm và có ngân sách riêng. Thị xã Bạc Liêu lúc đó được thành lập trên phần đất làng Vĩnh Lợi.
Ngày 6 tháng 4 năm 1923, Thống đốc Nam Kỳ ban hành Nghị định số 1078 (có hiệu lực từ ngày 1 tháng 1 năm 1924), địa bàn tỉnh Bạc Liêu được điều chỉnh như sau:
- Tách 4 làng: Tân Lộc, Tân Lợi, Tân Phú, Thới Bình của tổng Long Thủy, quận Giá Rai để thành lập tổng Long Thới thuộc quận Cà Mau.
- Tách 4 làng: Tân An, Tân Duyệt, Tân Thuận, Viên An của tổng Quảng Xuyên để thành lập tổng Quảng An thuộc quận Cà Mau.
- Tổng Long Thủy được còn lại 4 làng: Phong Thạnh, Phong Thạnh Tây, Long Điền, Vĩnh Mỹ thuộc quận Giá Rai.
- Tổng Quảng Xuyên còn lại 5 làng: Khánh An, Phong Lạc, Thạnh Phú, Tân Hưng, Hưng Mỹ thuộc quận Cà Mau.

Cuối năm 1932, Thống đốc Nam Kỳ chia thị xã Bạc Liêu làm 6 khu vực: 5 khu vực đầu gọi là nội thị và khu vực cuối gọi là ngoại thị.
Ngày 22 tháng 5 năm 1935, Thống đốc Nam Kỳ ban hành Nghị định số 2068 về việc thành lập hai cơ sở hành chính trực thuộc quận Cà Mau:
- Năm Căn Đông gồm làng Tân Hưng Tây, các khu rừng cấm số 353 của làng Tân Hưng, số 534 ở Bảy Bung và một phần rừng cấm số 388 của làng Hưng Mỹ.
- Năm Căn Tây gồm địa bàn làng Viên An, khu rừng cấm số 354 của làng Viên An và một phần khu rừng cấm số 355 của làng Tân Ân
- Tách làng An Xuyên khỏi tổng Quảng Long nhập vào tổng Long Thới.
- Tách tổng Quảng Long thuộc quận Cà Mau nhập vào quận Giá Rai.

Ngày 24 tháng 9 năm 1938, Thống đốc Nam Kỳ ban hành Nghị định về việc:
- Giải thể hai cơ sở hành chính Năm Căn Đông và Năm Căn Tây.
- Giải thể quận Vĩnh Châu nhập vào địa bàn quận Vĩnh Lợi.
- Tách tổng Quảng Xuyên thuộc quận Cà Mau để thành lập quận mới Quảng Xuyên.

Năm 1939, tỉnh Bạc Liêu có 4 quận trực thuộc:
Quận Vĩnh Lợi có 2 tổng với 11 làng
- Tổng Thạnh Hòa có 5 làng: Vĩnh Lợi, Long Thạnh, Hòa Bình, Vĩnh Trạch, Hưng Hội.
- Tổng Thạnh Hưng có 6 làng: Vĩnh Châu, Vĩnh Phước, Lai Hòa, Lạc Hòa, Khánh Hòa.

Quận Cà Mau có 2 tổng với 9 làng
- Tổng Long Thới có 5 làng: Tân Lợi, Tân Lộc, Tân Bình, Tân Phú, An Xuyên.
- Tổng Quảng An có 4 làng: Tân An, Tân Duyệt, Tân Thuận, Viên An.

Quận Quảng Xuyên có 1 tổng với 9 làng
- Tổng Quảng Xuyên với 9 làng Hưng Mỹ, Phú Mỹ, Tân Hưng, Tân Hưng Tây, Tân Hưng Đông, Khánh An, Khánh Bình, Khánh Lâm, Thạnh Phú.

Quận Giá Rai có 2 tổng với 8 làng
- Tổng Quản Long có 4 làng: An Trạch, Định Thành, Hòa Thành, Tân Thành.
- Tổng Long Thủy có 4 làng: Phong Thạnh, Phong Thạnh Tây, Long Điền, Vĩnh Mỹ.

Ngày 14 tháng 9 năm 1942, thành lập cơ sở hành chính Tân An thuộc quận Cà Mau.
Ngày 5 tháng 4 năm 1944, Thống đốc Nam Kỳ ban hành Nghị định về việc:
- Tách hai làng An Trạch và Định Thành thuộc tổng Quảng Long để lập tổng An Định thuộc quận Giá Rai.
- Tách làng An Xuyên thuộc tổng Long Thới, làng Thạnh Phú thuộc tổng Quảng Xuyên nhập vào tổng Quảng Long.
- Tách hai làng Khánh Lâm và Khánh An thuộc tổng Quảng Xuyên nhập vào tổng Long Thới.
- Tổng Quảng Long có 4 làng: Tân Thành, Hòa Thành, Thạnh Phú, An Xuyên và đổi thuộc quận Cà Mau.
- Thành lập quận Thới Bình trên cơ sở tổng Thới Bình (Long Thới) có 6 làng: Khánh Lâm, Khánh An, Thới Bình, Tân Phú, Tân Lộc, Tân Lợi thuộc quận Cà Mau. Quận lỵ đóng tại Thới Bình.

Ngày 6 tháng 10 năm 1944, Thống đốc Nam Kỳ ban hành Nghị định về việc:
- Đổi tên quận Thới Bình thành quận Cà Mau Bắc.
- Đổi tên quận Quảng Xuyên thành quận Cà Mau Nam.
- Sau đó lại hợp nhất 2 quận Cà Mau Bắc và Cà Mau Nam thành một quận có tên là quận Cà Mau thuộc tỉnh Bạc Liêu.

### Tỉnh Bạc Liêu trong thời kỳ Chiến tranh Đông Dương
Thời kỳ 1945–1954, Pháp hầu như không thay đổi về mặt hành chính của tỉnh Bạc Liêu.
Năm 1946, chia thị xã Bạc Liêu làm 5 khu: 1, 2, 3, 4, 5. Các khu này trở thành ấp sau khi thị xã Bạc Liêu bị giải thể.
Năm 1947, chính quyền thực dân Pháp cũng giao quận Phước Long (trước đó thuộc tỉnh ?Rạch Giá) cho tỉnh Bạc Liêu quản lý. Chính quyền Quốc gia Việt Nam mặc nhiên công nhận phân cấp hành chính của chính quyền Pháp tại Đông Dương.
Về phía chính quyền kháng chiến của Việt Nam, đã nhiều lần thay đổi sắp xếp hành chính của tỉnh Bạc Liêu.
Năm 1947, quận Hồng Dân (trước đó có tên là quận Phước Long) thuộc tỉnh Rạch Giá giao hai làng Vĩnh Hưng, Vĩnh Phú về quận Vĩnh Lợi, tỉnh Bạc Liêu.
Năm 1948, tỉnh Bạc Liêu giao quận Vĩnh Châu và làng Hưng Hội về tỉnh Sóc Trăng, đồng thời thành lập thêm quận mới lấy tên là quận Ngọc Hiển.
Ngày 13 tháng 11 năm 1948, Tỉnh ủy Bạc Liêu ban hành Quyết định về việc:
- Thành lập thị xã Bạc Liêu thuộc tỉnh Bạc Liêu trên cơ sở làng Vĩnh Trạch và làng Vĩnh Lợi của quận Vĩnh Lợi.
- Đồng thời, tỉnh Sóc Trăng giao làng Châu Thới về tỉnh Bạc Liêu.
- Làng Châu Thới hợp nhất với làng Long Thạnh thành làng Thạnh Thới.

Năm 1951, thành lập thêm huyện Trần Văn Thời, gồm các xã: Khánh Bình Đông, Khánh Bình Tây, Trần Hợi, Hưng Mỹ, Khánh An, Khánh Lâm.
Năm 1952, tỉnh Bạc Liêu tiếp nhận hai huyện An Biên, Hồng Dân của tỉnh Rạch Giá.

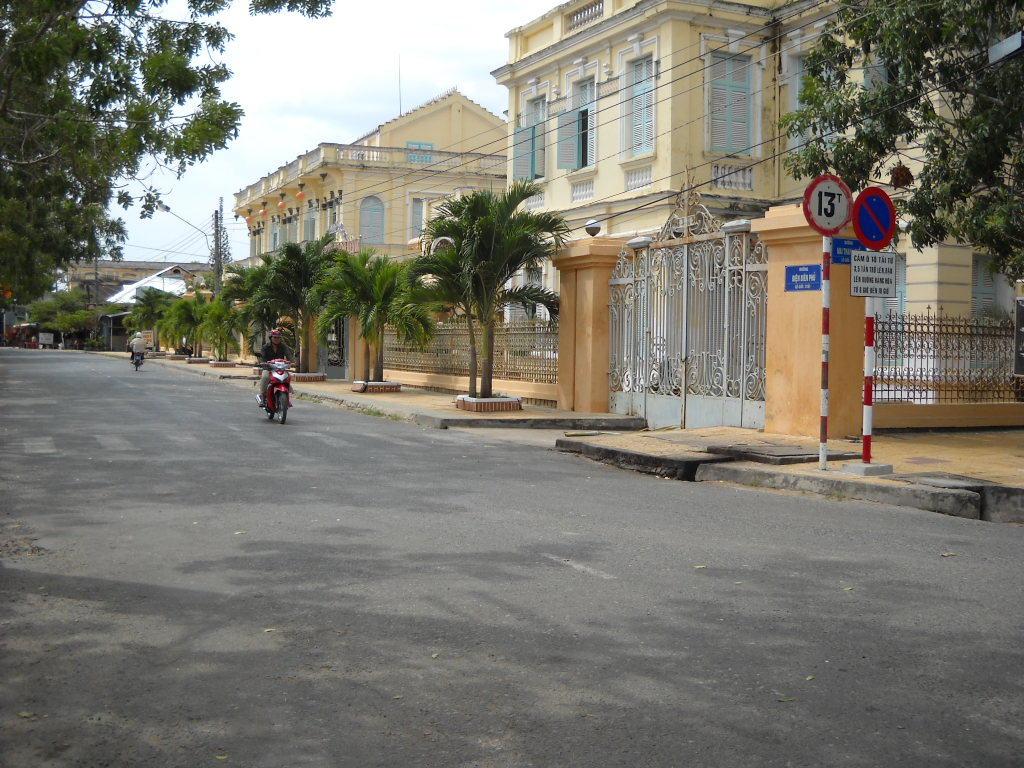
Nhà Công tử Bạc Liêu thuộc thành phố Bạc Liêu

Sau Hiệp định Genève, tháng 10 năm 1954, huyện Vĩnh Châu được đưa về tỉnh Bạc Liêu, huyện An Biên và huyện Hồng Dân đưa về tỉnh Rạch Giá. Huyện Vĩnh Lợi và thị xã Bạc Liêu được tái lập.

### Bạc Liêu trong tổ chức hành chính của 2 chính quyền
Chính quyền Việt Nam Cộng hòa
| Dân số tỉnh Bạc Liêu năm 1967 | Dân số tỉnh Bạc Liêu năm 1967 |
| Quận                          | Dân số                        |
| ----------------------------- | ----------------------------- |
| Giá Rai                       | 79.897                        |
| Phước Long                    | 37.624                        |
| Vĩnh Châu                     | 50.323                        |
| Vĩnh Lợi                      | 79.625                        |
| Tổng số                       | 247.469                       |

Ban đầu, chính quyền Quốc gia Việt Nam và sau đó là Việt Nam Cộng hòa vẫn duy trì tên gọi tỉnh Bạc Liêu như thời Pháp thuộc.
Ngày 15 tháng 2 năm 1955, Thủ hiến Nam Việt của chính quyền Quốc gia Việt Nam (tiền thân của Việt Nam Cộng hòa) ban hành Quyết định về việc tạm sáp nhập vùng Chắc Băng và quận An Biên thuộc tỉnh Rạch Giá vào tỉnh Sóc Trăng.
Ngày 24 tháng 5 năm 1955, Thủ hiến Nam Việt của chính quyền Quốc gia Việt Nam (tiền thân của Việt Nam Cộng hòa) ban hành Quyết định về việc sáp nhập ba quận An Biên, Phước Long và Chắc Băng để thành lập đặc khu An Phước thuộc tỉnh Sóc Trăng, nhưng không lâu sau lại cho giải thể đặc khu này. Sau đó, quận An Biên và vùng Chắc Băng lại trở về thuộc tỉnh Rạch Giá như cũ.
Ngày 9 tháng 3 năm 1956, chính quyền Việt Nam Cộng hòa ban hành Sắc lệnh số 32/VN về việc lấy phần lớn diện tích đất của tỉnh Bạc Liêu bao gồm quận Cà Mau và 4 xã của quận Giá Rai là: Định Thành, Hòa Thành, Tân Thành, Phong Thạnh Tây để thành lập tỉnh Cà Mau. Tỉnh lỵ ban đầu cũng có tên là Cà Mau.
Tỉnh Bạc Liêu còn lại 4 quận: Vĩnh Lợi, Vĩnh Châu, Giá Rai, Phước Long.

## Tỉnh Bạc Liêu trong tỉnh Ba Xuyên (1956 – 1964)
Ngày 22 tháng 10 năm 1956, Tổng thống Việt Nam Cộng hòa Ngô Đình Diệm ban hành Sắc lệnh số 143-NV về việc thay đổi địa giới và tên Đô thành Sài Gòn – Chợ Lớn cùng các tỉnh và tỉnh lỵ tại Việt Nam. Địa giới và địa danh các tỉnh ở miền Nam thay đổi nhiều, một số tỉnh mới được thành lập. Theo Sắc lệnh này, địa phận Nam Phần của Việt Nam Cộng hòa gồm Đô thành Sài Gòn và 22 tỉnh. Lúc này vùng đất tỉnh Bạc Liêu cũ thời Pháp thuộc có sự thay đổi hành chính như sau:
- Đổi tên tỉnh Cà Mau thành tỉnh An Xuyên, còn tỉnh lỵ Cà Mau thì đổi tên là Quản Long.
- Thành lập tỉnh Ba Xuyên trên cơ sở hợp nhất phần đất tỉnh Sóc Trăng và tỉnh Bạc Liêu trước đó, tỉnh lỵ đặt tại Sóc Trăng nhưng lúc này lại bị đổi tên là Khánh Hưng. Như vậy, lúc này tỉnh Bạc Liêu đã bị giải thể.

Ngày 13 tháng 1 năm 1958, Chính quyền Việt Nam Cộng hòa ban hành Nghị định số 9-BNV/NC/NP về việc giải thể quận Vĩnh Châu và sáp nhập vào quận Vĩnh Lợi.
Ngày 5 tháng 12 năm 1960, tái lập quận Vĩnh Châu thuộc tỉnh Ba Xuyên.
Ngày 21 tháng 12 năm 1961, chính quyền Việt Nam Cộng hòa giao quận Phước Long về cho tỉnh Chương Thiện mới được thành lập.
Ngày 18 tháng 4 năm 1963, thành lập mới quận Kiến Thiện thuộc tỉnh Chương Thiện trên cơ sở tách một phần đất đai của quận Phước Long và quận Long Mỹ cùng tỉnh.

## Tái lập tỉnh Bạc Liêu lần thứ I (1964 – 1975)
Ngày 8 tháng 9 năm 1964, Thủ tướng chính quyền mới của Việt Nam Cộng hòa ban hành Sắc lệnh số 254/NV về việc (quy định kể từ ngày 1 tháng 10 năm 1964) tái lập tỉnh Bạc Liêu trên cơ sở tách quận Vĩnh Châu với tổng Thạnh Hưng (5 xã); quận Vĩnh Lợi với tổng Thạnh Hòa (5 xã); quận Giá Rai với tổng Long Thủy (5 xã) thuộc tỉnh tỉnh Ba Xuyên; quận Phước Long với 2 tổng Thanh Bình (2 xã) và tổng Thanh Yên (2 xã) thuộc tỉnh Chương Thiện. Riêng quận Kiến Thiện vẫn thuộc tỉnh Chương Thiện cho đến năm 1975.
Tỉnh Bạc Liêu gồm 4 quận: Vĩnh Lợi, Vĩnh Châu, Giá Rai, Phước Long. Tỉnh lỵ tỉnh Bạc Liêu có tên là Vĩnh Lợi do lấy theo tên xã Vĩnh Lợi thuộc quận Vĩnh Lợi là nơi đặt tỉnh lỵ cho đến năm 1975.
Theo thống kê năm 1964, tỉnh Bạc Liêu có diện tích 2.460 km², dân số là 257.326 người (từ Ba Xuyên 213.712 người, từ Chương Thiện 43.814 người), có 19 xã với 215 ấp, chia ra như sau: Giá Rai có 86.948 người, 5 xã, 85 ấp; Phước Long có 43.814 người, 4 xã, 36 ấp; Vĩnh Lợi có 70.330 người, 5 xã, 58 ấp; Vĩnh Châu có 50.234 người, 5 xã, 36 ấp.
| Hành chính tỉnh Bạc Liêu năm 1964 | Hành chính tỉnh Bạc Liêu năm 1964 | Hành chính tỉnh Bạc Liêu năm 1964 | Hành chính tỉnh Bạc Liêu năm 1964 | Hành chính tỉnh Bạc Liêu năm 1964 |
| STT                               | Quận                              | Dân số (người)                    | Số xã                             | Số ấp                             |
| --------------------------------- | --------------------------------- | --------------------------------- | --------------------------------- | --------------------------------- |
| Tỉnh Bạc Liêu                     | Diện tích: 2.460                  | 257.326                           | 19                                | 215                               |
| 1                                 | Giá Rai                           | 86.948                            | 5                                 | 85                                |
| 2                                 | Phước Long                        | 43.814                            | 4                                 | 36                                |
| 3                                 | Vĩnh Châu                         | 50.234                            | 5                                 | 36                                |
| 4                                 | Vĩnh Lợi                          | 70.330                            | 5                                 | 58                                |

Ngày 11 tháng 7 năm 1968, tách một phần nhỏ đất đai của xã Hưng Hội, quận Vĩnh Lợi thuộc tỉnh Bạc Liêu giao về cho quận Hòa Tú mới được thành lập trực thuộc tỉnh Ba Xuyên; đổi lại quận Vĩnh Lợi thuộc tỉnh Bạc Liêu nhận thêm xã Châu Thới vốn trước đó thuộc quận Thạnh Trị, tỉnh Ba Xuyên.
Ngày 11 tháng 3 năm 1970, quận Vĩnh Lợi thuộc tỉnh Bạc Liêu nhận thêm một phần đất đai trước đó thuộc xã Châu Hưng, quận Thạnh Trị, tỉnh Ba Xuyên và cũng nhận lại phần đất đai trước đó thuộc xã Hưng Hội nhưng từng bị cắt chuyển về thuộc quận Hòa Tú thuộc tỉnh Ba Xuyên; đồng thời nửa phía bắc xã Châu Thới thuộc quận Vĩnh Lợi, tỉnh Bạc Liêu cũng lại sáp nhập vào xã Châu Hưng thuộc quận Thạnh Trị, tỉnh Ba Xuyên. Bên cạnh đó, dải đất rộng 1.500m chạy dọc sông Mỹ Thanh thuộc các xã Khánh Hòa và Vĩnh Phước của quận Vĩnh Châu thuộc tỉnh Bạc Liêu cũng giao về cho quận Hòa Tú thuộc tỉnh Ba Xuyên.
Chính quyền Mặt trận Dân tộc Giải phóng miền Nam Việt Nam
Năm 1957, Liên Tỉnh uỷ miền Tây về việc giải thể tỉnh Bạc Liêu, đồng thời đưa các huyện Giá Rai, Vĩnh Lợi, Vĩnh Châu, Hồng Dân và thị xã Bạc Liêu giao về tỉnh Sóc Trăng quản lý. Tỉnh uỷ Sóc Trăng ban hành Quyết định về việc hợp nhất huyện Vĩnh Châu và huyện Vĩnh Lợi, thành huyện Vĩnh Lợi – Vĩnh Châu.
Năm 1962, Tỉnh uỷ Sóc Trăng ban hành Quyết định về việc sáp nhập huyện Giá Rai vào tỉnh Cà Mau.
Năm 1963, Tỉnh uỷ Sóc Trăng ban hành Quyết định về việc giải thể huyện Vĩnh Lợi – Vĩnh Châu để tái lập huyện Vĩnh Lợi và huyện Vĩnh Châu.
Ngày 7 tháng 3 năm 1972, Tỉnh uỷ Cà Mau ban hành Quyết định về việc sáp nhập xã Vĩnh Hưng của huyện Giá Rai vào huyện Vĩnh Lợi.
Trong giai đoạn 1964 – 1973, địa bàn tỉnh Bạc Liêu của chính quyền Việt Nam Cộng hòa vẫn do tỉnh Sóc Trăng của chính quyền cách mạng quản lý (ngoại trừ huyện Giá Rai thuộc tỉnh Cà Mau).
Tháng 11 năm 1973, Khu ủy Tây Nam Bộ ban hành Quyết định về việc tái lập tỉnh Bạc Liêu, bao gồm 4 đơn vị hành chính cấp huyện: Vĩnh Lợi, Giá Rai, Hồng Dân và thị xã Bạc Liêu. Tuy nhiên, chính quyền Cách mạng vẫn đặt huyện Vĩnh Châu thuộc tỉnh Sóc Trăng cho đến đầu năm 1976.
Sau ngày 30 tháng 4 năm 1975, chính quyền quân quản Cộng hòa miền Nam Việt Nam vẫn duy trì tỉnh Bạc Liêu cho đến đầu năm 1976. Lúc này, chính quyền Cách mạng cũng bỏ danh xưng quận có từ thời Pháp thuộc và lấy danh xưng huyện (quận và phường dành cho các đơn vị hành chánh tương đương khi đã đô thị hóa).
Ngày 20 tháng 9 năm 1975, Bộ Chính trị ban hành Nghị quyết số 245-NQ/TW về việc hợp nhất tỉnh Bạc Liêu, tỉnh Cà Mau và 2 huyện An Biên, Vĩnh Thuận (ngoại trừ 2 xã Đông Yên và Tây Yên) của tỉnh Rạch Giá thành một tỉnh mới, tên gọi tỉnh mới cùng với nơi đặt tỉnh lỵ sẽ do địa phương đề nghị lên.
Ngày 20 tháng 12 năm 1975, Bộ Chính trị ban hành Nghị quyết số 19/NQ về việc hợp nhất tỉnh Bạc Liêu và tỉnh Cà Mau thành một tỉnh mới, tên gọi tỉnh mới cùng với nơi đặt tỉnh lỵ sẽ do địa phương đề nghị lên.
Ngày 24 tháng 2 năm 1976, Chính phủ Cách mạng Lâm thời Cộng hòa miền Nam Việt Nam ban hành Nghị định số 3/NQ/1976 về việc hợp nhất tỉnh Bạc Liêu và tỉnh Cà Mau thành một tỉnh mới, lấy tên là tỉnh Bạc Liêu – Cà Mau.

## Tỉnh Bạc Liêu trong tỉnh Minh Hải (1976 – 1996)
Ngày 10 tháng 3 năm 1976, Chính phủ ban hành Nghị quyết về việc thành lập tỉnh Minh Hải trên cơ sở đổi tên tỉnh Bạc Liêu – Cà Mau.

#### Ngày 11 tháng 7 năm 1977, Hội đồng Chính phủ ban hành Quyết định số 181-CP[9]về việc giải thể huyện Châu Thành thuộc tỉnh Minh Hải và sáp nhập các xã trước đây thuộc huyện Châu Thành vào một số huyện khác thuộc tỉnh Minh Hải:
- Sáp nhập 3 xã: Định Thành, Hòa Thành, Tân Thành và thị trấn Tắc Vân thuộc huyện Châu Thành vào huyện Giá Rai.
- Sáp nhập xã Lý Văn Lâm, xã Lương Thế Trân thuộc huyện Châu Thành vào huyện Trần Văn Thời.
- Sáp nhập xã An Xuyên thuộc huyện Châu Thành vào huyện Thới Bình.

#### Ngày 29 tháng 12 năm 1978, Hội đồng Chính phủ ban hành Quyết định số 326-CP[10]phê chuẩn (về nguyên tắc) việc phân vạch địa giới hành chính các huyện và thị xã thuộc tỉnh Minh Hải từ 6 huyện, 2 thị xã, 66 xã, 17 phường cũ thành 12 huyện, 2 thị xã, 260 xã, 16 phường và 14 thị trấn mới:
1. Huyện Vĩnh Lợi có 22 xã, 1 thị trấn huyện lỵ. Phía Bắc giáp tỉnh Hậu Giang, phía đông giáp thị xã Minh Hải, phía tây giáp kênh Cái Cùng và quốc lộ 4, phía nam giáp Biển Đông.
2. Huyện Gia Rai có 31 xã, 3 thị trấn (thị trấn huyện lỵ, thị trấn Hồ Phòng (Hộ Phòng) và thị trấn Gành Hào). Phía Bắc giáp xã Vĩnh Phú Tây, xã Phong Thạnh Tây (huyện Phước Long), phía đông giáp huyện Vĩnh Lợi, phía tây giáp xã Tân Thành, xã Định Thành (huyện Cà Mau), phía nam giáp sông Gành Hào và Biển Đông.
3. Huyện Hồng Dân có 16 xã, 1 thị trấn huyện lỵ. Phía bắc và phía đông giáp tỉnh Hậu Giang, phía tây giáp tỉnh Kiên Giang, phía nam giáp huyện Phước Long.
4. Huyện Thới Bình có 23 xã, 1 thị trấn huyện lỵ. Phía bắc giáp tỉnh Kiên Giang, phía đông giáp huyện Phước Long và huyện Giá Rai, phía tây giáp xã Nguyễn Phích, xã Khánh An (huyện U Minh), phía nam giáp xã An Xuyên và xã Tân Thành (huyện Cà Mau).
5. Huyện Trần Văn Thời có 26 xã, 1 thị trấn (thị trấn Sông Ông Đốc). Phía bắc giáp rừng U Minh, huyện U Minh, từ ngã ba sông Cái Tàu của xã Khánh An (huyện U Minh) đi thẳng phía tây ra Vịnh Thái Lan, phía đông giáp xã An Xuyên, xã Lý Văn Lâm, xã Lương Thế Trân (huyện Cà Mau), phía tây giáp Vịnh Thái Lan, phía nam giáp xã Phú Mỹ A, xã Phú Mỹ B (huyện Phú Tân).
6. Huyện Ngọc Hiển có 18 xã, 1 thị trấn huyện lỵ. Phía bắc giáp xã Định Thành, xã Hòa Thành (huyện Cà Mau), phía đông giáp thị trấn Gành Hào (huyện Giá Rai) và Biển Đông, phía tây giáp xã Trần Phán và xã Quách Phẩm A (huyện Cái Nước), phía nam giáp xã Quách Phẩm B (huyện Năm Căn).
7. Huyện Cà Mau (mới thành lập) có 16 xã, 1 thị trấn (thị trấn Tắc Vân). Phía bắc giáp xã Hồ Thị Kỷ, xã Tân Lộc (huyện Thới Bình), phía đông giáp xã An Trạch (huyện Giá Rai), phía tây giáp xã Khánh Bình (huyện Trần Thời) và xã Khánh An (huyện U Minh), phía nam giáp xã Phú Hưng, xã Trần Văn Phán (huyện Cái Nước) và xã Tạ An Khương (huyện Ngọc Hiển). Địa bàn huyện Cà Mau chính là địa bàn huyện Châu Thành trước đây.
8. Huyện Phước Long (mới thành lập) có 19 xã, 1 thị trấn huyện lỵ. Phía bắc giáp xã Ninh Thạnh Lợi, xã Ninh Quới (huyện Hồng Dân), phía đông giáp xã Vĩnh Hưng, xã Vinh Mỹ B (huyện Vĩnh Lợi), phía tây giáp xã Tân Phú (huyện Thới Bình), phía nam giáp xã Phong Thạnh và xã Phong Thạnh Đông (huyện Giá Rai).
9. Huyện U Minh (mới thành lập) có 20 xã, 1 thị trấn huyện lỵ. Phía bắc giáp tỉnh Kiên Giang, phía đông giáp huyện Thới Bình, phía tây giáp Vịnh Thái Lan, phía nam giáp huyện Trần Thời.
10. Huyện Phú Tân (mới thành lập) có 16 xã, 1 thị trấn huyện lỵ. Phía bắc giáp huyện Trần Thời, phía đông giáp huyện Cái Nước, phía tây và tây nam giáp Vịnh Thái Lan, phía nam giáp huyện Năm Căn.
11. Huyện Cái Nước (mới thành lập) có 18 xã, 1 thị trấn huyện lỵ. Phía bắc giáp xã Lương Thế Trân (huyện Cà Mau), phía tây và tây bắc giáp xã Phong Lạc (huyện Trần Thời), xã Phú Mỹ A, xã Việt Khái (huyện Phú Tân), phía đông giáp xã Tạ An Khương, xã Tân Duyệt (huyện Ngọc Hiển), phía nam giáp huyện Năm Căn.
12. Huyện Năm Căn (mới thành lập) có 28 xã, 1 thị trấn huyện lỵ. Phía bắc giáp xã Việt Khải (huyện Phú Tân), xã Trần Thời, xã Đông Thới, xã Quách Phẩm A (huyện Cái Nước), phía đông giáp xã Tân Tiến, xã Tân Duyệt (huyện Ngọc Hiển), phía tây giáp Vịnh Thái Lan, phía nam giáp Biển Đông.
13. Thị xã Cà Mau có 8 phường, địa giới giữ nguyên như hiện nay.
14. Thị xã Minh Hải: tỉnh lỵ, có 8 phường và 7 xã ngoại thị. Phía bắc giáp Rạch Trà Khứa và Ấp Cái Giá, phía đông giáp Rạch Cầu Thắng, phía tây giáp Rạch Dần Xây, phía nam giáp Biển Đông.

#### Ngày 4 tháng 4 năm 1979, Hội đồng Chính phủ ban hành Quyết định số 142-CP[11]về việc điều chỉnh địa giới xã, thị trấn thuộc huyện Giá Rai, tỉnh Minh Hải:
- Chia xã Phong Thạnh thành bốn xã lấy tên là xã Thạnh Hòa, xã Thạnh Phú, xã Thạnh Bình và xã Phong Thạnh.
- Chia xã Phong Thạnh Đông thành năm xã lấy tên là xã Phong Nam, xã Phong Tân, xã Phong Phú, xã Phong Quý và xã Phong Thạnh Đông.
- Chia xã Phong Thạnh Tây cùng với ấp Khúc Tréo và ấp Nhân dân của xã An Trạch cắt sang, thành bốn xã lấy tên là xã Tân Hòa, xã Tân Hiệp, xã Tân Phong và xã Phong Thạnh Tây.
- Chia xã Long Điền thành ba xã lấy tên là xã Long Điền Tân, xã Long Điền Tiến và xã Long Điền.
- Chia xã Long Điền Tây thành ba xã lấy tên là xã Điền Hải, xã Long Hải và xã Long Điền Tây.
- Chia xã An Trạch (trừ ấp Khúc Tréo và ấp Nhân Dân cắt sang xã Phong Thạnh Tây) thành năm xã lấy tên là xã An Hòa, xã An Bình, xã An Hạnh, xã An Phúc và xã An Trạch.
- Tách ấp Chòi Mòi và ấp Cái Keo của xã Định Thành, huyện Cà Mau, lập thành một xã mới lấy tên là xã An Định, thuộc huyện Giá Rai.
- Thành lập thị trấn huyện lỵ của huyện Giá Rai lấy tên là thị trấn Giá Rai
- Thành lập thị trấn Hộ Phòng thuộc huyện Giá Rai.
- Thành lập thị trấn Gành Hào ở phía bắc giáp xã Long Điền Tây và xã Long Hải, phía đông giáp Biển Đông, phía tây giáp kinh sáng Gành Hào – Hộ Phòng, phía nam giáp xã Tân Thuận (huyện Ngọc Hiển).

#### Ngày 25 tháng 7 năm 1979, Hội đồng Chính phủ ban hành Quyết định số 275-CP[12]về việc điều chỉnh địa giới một số xã và thị trấn thuộc các huyện Vĩnh Lợi, Thới Bình, U minh, Ngọc Hiển, Năm Căn, Phú Tân, Cái Nước, Hồng Dân, Trần Thời, Phước Long, Cà Mau và thị xã Minh Hải thuộc tỉnh Minh Hải:
I. Thị xã Minh Hải
1. Chia xã Vĩnh Trạch thành hai xã lấy tên là xã Vĩnh Thuận và xã Vĩnh Hòa.
2. Chia xã Vĩnh Lợi thành hai xã lấy tên là xã Vĩnh Hiệp và xã Vĩnh Thành.

II. Huyện Vĩnh Lợi
1. Chia xã Vĩnh Mỹ A thành bốn xã lấy tên là xã Vĩnh Mỹ A, xã Vĩnh Thắng, xã Vĩnh Thịnh và xã Vĩnh Hậu.
2. Chia xã Vĩnh Mỹ B thành ba xã lấy tên là xã Vĩnh Mỹ B, xã Vĩnh Bình và xã Vĩnh An.
3. Chia xã Châu Thới thành ba xã lấy tên là xã Châu Thới, xã Thới Chiến và xã Thới Thắng.
4. Chia xã Hưng Hội thành hai xã lấy tên là xã Hưng Hội và xã Hưng Thành.
5. Chia xã Long Thạnh thành hai xã lấy tên là xã Long Thạnh và xã Long Hà.
6. Chia xã Vĩnh Hưng thành hai xã lấy tên là xã Vĩnh Hưng và xã Vĩnh Hùng.
7. Chia xã Minh Diệu thành hai xã lấy tên là xã Minh Diệu và xã Minh Tân.
8. Chia xã Châu Hưng thành ba xã lấy tên là xã Châu Hưng, xã Phước Hưng và xã Hòa Hưng.
9. Xã Hòa Bình đổi tên thành xã Vĩnh Lợi.

III. Huyện Hồng Dân
1. Chia xã Ninh Thạnh Lợi thành ba xã lấy tên là xã Ninh Thạnh Lợi, xã Ninh Thuận và xã Ninh Lợi.
2. Chia xã Ninh Quới thành ba xã lấy tên là xã Ninh Quới, xã Ninh Quới A và xã Ninh Quới B.
3. Chia xã Ninh Hòa thành hai xã lấy tên là xã Ninh Hòa và xã Hòa Lợi.
4. Chia xã Vĩnh Lộc thành ba xã lấy tên là xã Vĩnh Lộc, xã Vĩnh Hiếu và xã Vĩnh Trung.
5. Chia xã Lộc Ninh thành hai xã lấy tên là xã Lộc Ninh A và xã Lộc Ninh B.
6. Thành lập thị trấn huyện lỵ của huyện Hồng Dân lấy tên là thị trấn Ngan Dừa.

IV. Huyện Phước Long
1. Chia xã Vĩnh Phú Đông thành bốn xã lấy tên là xã Vĩnh Phú Đông, xã Đông Phú, xã Hưng Phú và xã Đông Nam.
2. Chia xã Vĩnh Phú Tây thành ba xã lấy tên là xã Vĩnh Thạnh, xã Vĩnh Hồng và xã Vĩnh Tiến.
3. Chia xã Phước Long thành hai xã lấy tên là xã Phước Long và xã Phước Tây.
4. Chia xã Phong Thạnh Tây thành ba xã lấy tên là xã Phong Dân, xã Phong Hòa và xã Phong Hiệp.
5. Thành lập thị trấn huyện lỵ của huyện Phước Long lấy tên là thị trấn Phước Long.

V. Huyện Ngọc Hiển
1. Chia xã Tân Duyệt thành bốn xã và một thị trấn lấy tên là xã Tân Duyệt, xã Tân Hồng, xã Tân Dân, xã Tân Chánh và thị trấn Ngọc Hiển.
2. Thành lập thị trấn huyện lỵ của huyện Ngọc Hiển lấy tên là thị trấn Ngọc Hiển.
3. Chia xã Quách Phẩm B thành hai xã lấy tên là xã Ngọc Chánh và xã Tân Hùng.
4. Chia xã Tạ An Khương thành bốn xã lấy tên là xã Thành Điền, xã Tân Mỹ, xã Thới Phong và xã Tạ An Khương.
5. Chia xã Tân Thuận thành năm xã lấy tên là xã Tân Đức, xã Hiệp Bình, xã Thuận Hoà, xã Tân Lập và xã Tân Thuận.
6. Chia xã Tân Tiến thành bốn xã lấy tên là xã Nguyễn Huân, xã Long Hòa, xã Tân Tiến và xã Phú Hải.

VI. Huyện Thới Bình
1. Chia xã Biển Bạch thành bốn xã lấy tên là xã Biển Bạch Tây, xã Biển Bạch Tân, xã Biển Bạch và xã Biển Bạch Đông.
2. Chia xã Trí Phải thành bốn xã lấy tên là xã Trí Phải Tây, xã Trí Phải Trung, xã Trí Phải Đông và xã Trí Phải.
3. Chia xã Tân Phú Thành thành ba xã lấy tên là xã Tân Quý, xã Tân Phú và xã Tân Xuân.
4. Chia xã Tân Lộc thành bốn xã lấy tên là xã Tân Thới, xã Tân Bình, xã Tân Lộc và xã Tân Hải.
5. Chia xã Thới Bình thành ba xã lấy tên là Thới Thuận, xã Thới Bình và xã Thới Hòa.
6. Xác định ranh giới của xã Hồ Thị Kỷ sau khi chuyển giao một phần 2 xã sang cho huyện Cà Mau theo Quyết định số 326-CP.
7. Thành lập trên phần đất còn lại của xã Khánh An sau khi đã được chuyển sang cho huyện U Minh theo Quyết định số 326-CP một xã mới lấy tên là xã Khánh Thới.
8. Tiếp nhận một phần đất của xã Phong Thạnh Tây thuộc huyện Giá Rai chuyển sang theo Quyết định số 326-CP để thành lập một xã mới lấy tên là xã Phong Tiến.
9. Xác định ranh giới của thị trấn Thới Bình.

VII. Huyện Phú Tân
1. Chia xã Tân Hưng Tây thành hai xã lấy tên là xã Tân Hưng Tây và xã Tân Hải.
2. Chia xã Việt Khái thành ba xã lấy tên là xã Việt Khái, xã Việt Hùng và xã Việt Thắng.
3. Chia xã Phú Mỹ A thành ba xã lấy tên là xã Phú Mỹ A, xã Phú Thành và xã Phú Thuận.
4. Chia xã Phú Mỹ B thành hai xã lấy tên là xã Phú Hòa và xã Phú Hiệp.
5. Thị trấn Cái Đôi nay đổi tên là thị trấn Phú Tân.

VIII. Huyện Cái Nước
1. Chia xã Tân Hưng thành bốn xã lấy tên là xã Tân Hưng, xã Thạnh hưng, xã Phong Hưng và xã Hiệp Hưng.
2. Chia xã Đông Thới thành hai xã lấy tên là xã Đông Thới và xã Tân Thới.
3. Chia xã Hưng Mỹ thành ba xã lấy tên là xã Hưng Mỹ, xã Hòa Mỹ và xã Bình Mỹ.
4. Xã Trần Thới, sau khi cắt 2 phần 5 đất sang huyện Phú Tân, diện tích và số dân còn lại vẫn lấy tên là xã Trần Thới.
5. Chia xã Phú Hưng thành hai xã lấy tên là xã Phú Hưng và xã Phú Lộc.
6. Chia xã Tân Hưng Đông thành ba xã lấy tên là xã Tân Hưng Đông, xã Tân Hiệp và xã Cái Nước.
7. Chia xã Trần Phán thành hai xã lấy tên là xã Tân Trung và xã Trần Phán.
8. Chia xã Quách Phẩm A thành hai xã lấy tên là xã Quách Thẩm và xã Hòa Điền.

IX. Huyện Năm Căn
1. Chia xã Viên An thành ba xã lấy tên là xã Duyên An Đông, xã Duyên An Tây và xã Đất Mũi.
2. Chia xã Năm Căn thành hai xã và một thị trấn lấy tên là xã Hàm Rồng, xã Đất Mới và thị trấn Năm Căn.
3. Chia xã Tân An thành hai xã lấy tên là xã Tam Giang và xã Tân An.
4. Chia nửa xã Quách Thẩm B thành ba xã lấy tên là xã Thanh Tùng, xã Tân Điền và xã Hiệp Tùng.
5. Chia nửa xã Quách Phẩm A thành ba xã lấy tên là xã Tân Trung, xã An Lập và xã Tân An.

X. Huyện Trần Văn Thời
1. Chia xã Khánh Hưng A thành năm xã lấy tên là xã Khánh Dân, xã Khánh Hải, xã Khánh Hiệp, xã Khánh Hòa và xã Khánh Hưng.
2. Chia xã Khánh Hưng B thành hai xã lấy tên là xã Khánh Tân và xã Khánh Hưng B.
3. Chia xã Trần Hội thành bốn xã và một thị trấn lấy tên là xã Khánh Lộc, xã Khánh Dũng, xã Khánh Xuân, xã Trần Hội và thị trấn Trần Thời.
4. Chia xã Phong Lạc thành ba xã lấy tên là xã Phong Phú, xã Phong Điền và xã Phong Lạc.
5. Chia xã Khánh Bình thành bốn xã lấy tên là xã Khánh Bình, xã Khánh Trung, xã Khánh Đông và xã Khánh Tây.
6. Thành lập một xã mới ở vùng sông ông Đốc lấy tên là xã Lợi An.

XI. Huyện U Minh
1. Chia xã Nguyễn Phích thành ba xã và một thị trấn lấy tên là xã Nguyễn Phích, xã Nguyễn Phích A, xã Nguyễn Pích B và thị trấn U Minh.
2. Chia xã Khánh An thành ba xã lấy tên là xã Khánh An, xã Khánh Minh và xã Khánh Hiệp.
3. Chia xã Khánh Lâm thành năm xã lấy tên là xã Khánh Lâm, xã Khánh Hội, xã Khánh Tân, xã Khánh Tiến và xã Khánh Hòa.

XII. Huyện Cà Mau
1. Chia xã Hòa Thành thành ba xã lấy tên là xã Hòa Thành, xã Hòa Tân và xã Bình Thành.
2. Chia xã Tân Thành thành ba xã lấy tên là xã Tân Thành, xã Tân Định và xã Tân Thạnh.
3. Chia xã An Xuyên thành hai xã lấy tên là xã An Xuyên và xã An Lộc.
4. Chia xã Lương Thế Trân thành ba xã lấy tên là xã Lương Thế Trân, xã Thạnh Trung và xã Thạnh Phú.
5. Xác định địa giới của xã Lý Văn Lâm.
6. Chia xã Định Thành thành ba xã lấy tên là xã Định Thành, xã Định Hòa và xã Định Bình.
7. Thành lập (trên phần nửa đất của xã Hồ Thị Kỷ, huyện Thới Bình tách sang huyện Cà Mau) một xã mới lấy tên là xã Tân Lợi.
8. Xác định địa giới của thị trấn Tắc Vân.

#### Ngày 28 tháng 3 năm 1983, Hội đồng Bộ trưởng ban hành Quyết định số 23-HĐBT[13]về việc phân vạch địa giới thị trấn Phú Tân và các xã Tân Hải, Việt Khái thuộc huyện Phú Tân, tỉnh Minh Hải:
- Chia thị trấn Phú Tân thành hai đơn vị hành chính mới lấy tên là thị trấn Phú Tân và xã Tân Phong.
- Chia xã Tân Hải thành hai xã lấy tên là xã Tân Hải và xã Tân Nghiệp.
- Chia xã Việt Khái thành ba xã lấy tên là xã Việt Khái, xã Việt Dũng và xã Việt Cường.

#### Ngày 30 tháng 8 năm 1983, Hội đồng Bộ trưởng ban hành Quyết định số 94-HĐBT[14]về việc giải thể huyện Cà Mau, phân vạch địa giới thị xã Cà Mau và các huyện Cà Mau, Giá Rai, Thới Bình, Cái Nước thuộc tỉnh Minh Hải:
- Sáp nhập thị trấn Tắc Vân và các xã Tân Định, An Xuyên, An Lộc, Bình Thành, Hoà Tân, Hòa Thành, Tân Thành, Định Bình, Lý Văn Lâm của huyện Cà Mau vào thị xã Cà Mau.
  - Thị trấn Tắc Vân đổi thành xã Tắc Vân.
  - Sáp nhập 1/3 ấp Sở Tại của xã Thạch Phú thuộc huyện Cà Mau vào xã Lý Văn Lâm.
  - Sáp nhập ấp Chánh của xã Thạnh Trung thuộc huyện Cà Mau vào Phường 8 của thị xã Cà Mau.
  - Địa giới của thị xã Cà Mau ở phía bắc giáp huyện Thới Bình, phía nam giáp huyện Cái Nước và huyện Ngọc Hiển, phía đông giáp huyện Giá Rai, phía tây giáp huyện U Minh và huyện Trần Thời.
- Sáp nhập các xã Định Hòa, Định Thành, Tân Thạnh của huyện Cà Mau vào huyện Giá Rai cùng tỉnh.
- Sáp nhập xã Tân Lợi của huyện Cà Mau vào huyện Thới Bình cùng tỉnh.
- Sáp nhập các xã Lương Thế Trân, Thạch Trung, Thạch Phú của huyện Cà Mau vào huyện Cái Nước cùng tỉnh.
  - Sáp nhập 1/3 ấp ông Muộng của xã Lý Văn Lâm thuộc thị xã Cà Mau vào xã Thạch Phú của huyện Cái Nước.

#### Ngày 17 tháng 5 năm 1984, Hội đồng Bộ trưởng ban hành Quyết định 75-HĐBT[15]về việc phân vạch địa giới một số huyện, thị xã thuộc tỉnh Minh Hải:
I. Sáp nhập huyện Hồng Dân và huyện Phước Long thành một huyện lấy tên là huyện Hồng Dân.
1. Huyện Hồng Dân gồm có các xã Vĩnh Lộc, Vĩnh Hiếu, Ninh Thuận, Ninh Thạnh Lợi, Ninh Lợi, Lộc Ninh A, Lộc Ninh B, Vĩnh Trung, Ninh Hòa, Hòa Lợi, Ninh Quới A, Ninh Quới B, Phong Dân, Phong Hòa, Phong Hiệp, Phước Tây, Phước Long, Vĩnh Hồng, Vĩnh Tiến, Vĩnh Thành, Vĩnh Phú Đông, Đông Phú, Đông Nam, Hưng Phú, thị trấn Phước Long và thị trấn Ngan Dừa. Huyện lỵ đóng tại thị trấn Phước Long.
2. Địa giới huyện Hồng Dân:

- Phía đông giáp huyện Thạnh Trị, tỉnh Hậu Giang
- Phía tây giáp huyện Giồng Riềng, tỉnh Kiên Giang
- Phía nam giáp huyện Giá Rai
- Phía bắc giáp huyện Thạnh Trị, tỉnh Hậu Giang và huyện Giồng Riềng, tỉnh Kiên Giang.

II. Cắt 4 xã là Quách Phẩm, Trần Phán, Tấn Trung, Hòa Điền của huyện Cái Nước và cắt 5 xã là Tân Điền, Tân Ân, Thanh Tùng, Tân Trung, An Lập của huyện Năm Căn sáp nhập vào huyện Ngọc Hiển.
1. Huyện Ngọc Hiển gồm có các xã Tân Mỹ, Tân Lập, Thành Điền, Thới Phong, Tân Duyệt, Tân Hùng, Tân Thánh, Tân Dân, Tân Thuận, Phú Hải, Hiệp Bình, Thuận Hoà, Long Hòa, Tạ An Khương, Nguyễn Huân, Ngọc Thánh, Tân Đức, Tân Hồng, Tân Tiến, Quách Phẩm, Tân Phán, Tấn Trung, Hòa Điền, Tân Điền, Tân An, Thạnh Tùng, Tân Trung, An Lập và thị trấn huyện lỵ Ngọc Hiển.
2. Địa giới huyện Ngọc Hiển:

- Phía đông giáp Biển Đông
- Phía tây giáp huyện Cái Nước
- Phía nam giáp huyện Năm Căn
- Phía bắc giáp huyện Giá Rai và thị xã Cà Mau.

III. Huyện Năm Căn
1. Huyện Năm Căn gồm các xã Tân Ân, Hiệp Tùng, Hàm Rồng, Đất Mới, Tam Giang, Đất Mũi, Duyên An Đông, Duyên An Tây và thị trấn huyện lỵ Năm Căn.
2. Địa giới huyện Năm Căn:

- Phía đông, phía tây, phía nam giáp Biển Đông và Vịnh Thái Lan
- Phía bắc giáp huyện Ngọc Hiển.

IV. Sáp nhập huyện Cái Nước và huyện Phú Tân thành một huyện lấy tên là huyện Cái Nước.
1. Huyện Cái Nước gồm các xã Cái Nước, Hiệp Hưng, Trần Thời, Tân Thới, Tân Hưng, Phong Hưng, Tân Hưng Đông, Hưng Mỹ, Bình Mỹ, Phú Lộc, Phú Hưng, Tân Hiệp, Đông Thới, Thanh Hưng, Thạch Phúc, Thạnh Trung, Lương Thế Tân, Hòa Mỹ, Tân Hải, Phú Hòa, Phú Hiệp, Việt Thắng, Việt Hùng, Tân Hưng Tây, Nguyễn Việt Khái, Phú Thuận, Phú Mỹ A, Phú Thành, Tân Nghiệp, Tân Phong, Việt Dũng, Việt Cường và thị trấn Phú Tân. Huyện lỵ đóng tại xã Cái Nước.
2. Địa giới huyện Cái Nước:

- Phía đông giáp huyện Ngọc Hiển
- Phía tây giáp Vịnh Thái Lan
- Phía nam giáp huyện Năm Căn
- Phía bắc giáp thị xã Cà Mau.

V. Đổi tên thị xã Minh Hải thành thị xã Bạc Liêu thuộc tỉnh Minh Hải.

#### Ngày 17 tháng 12 năm 1984, Hội đồng Chính phủ ban hành Quyết định số 168-HĐBT[16]về việc đổi tên một số huyện thuộc tỉnh Minh Hải:
- Đổi tên huyện Năm Căn thành huyện Ngọc Hiển.
- Đổi tên huyện Ngọc Hiển thành huyện Đầm Dơi.

#### Ngày 14 tháng 2 năm 1987, Hội đồng Bộ trưởng ban hành Quyết định số 33B-HĐBT[18]về việc phân vạch, điều chỉnh địa giới hành chính một số xã, phường, thị trấn của các thị xã Bạc Liêu, Cà Mau và các huyện Cái Nước, Đầm Dơi, Ngọc Hiển, Vĩnh Lợi, Giá Rai, Hồng Dân, Thới Bình, Trần Văn Thời thuộc tỉnh Minh Hải:
I. Thị xã Bạc Liêu
1. Sáp nhập xã Vĩnh Hiệp và xã Vĩnh Thành thành một xã lấy tên là xã Hiệp Thành.

II. Thị xã Cà Mau
1. Sáp nhập Phường 2 và Phường 3 thành một phường lấy tên là Phường 2.
2. Tách 950 hécta đất với 2.500 nhân khẩu của Phường 8 để sáp nhập vào xã Lý Văn Lâm.
3. Sáp nhập xã Tân Thành và xã Tân Định thành một xã lấy tên là xã Tân Thành.
4. Sáp nhập xã An Xuyên và xã An Lộc thành một xã lấy tên là xã An Xuyên.
5. Giải thể xã Bình Thành để sáp nhập vào hai xã Hòa Thành và Hòa Tân; tách một phần diện tích và dân số của hai xã này để sáp nhập vào xã Định Bình.

III. Huyện Cái Nước
1. Sáp nhập xã Thạnh Trung và xã Lương Thế Trân thành một xã lấy tên là xã Lương Thế Trân.
2. Sáp nhập xã Phú Hưng và xã Phú Lộc thành một xã lấy tên là xã Phú Hưng.
3. Sáp nhập xã Hòa Mỹ và xã Hưng Mỹ thành một xã lấy tên là xã Hưng Mỹ.
4. Sáp nhập xã Phú Mỹ và xã Phú Thuận thành một xã lấy tên là xã Phú Mỹ.
5. Sáp nhập xã Phú Hòa và xã Phú Thành thành một xã lấy tên là xã Phú Hòa.
6. Sáp nhập xã Việt Khái và xã Việt Dũng thành một xã lấy tên là xã Việt Khái.
7. Giải thể xã Phong Hưng để sáp nhập vào xã Tân Hưng và xã Hưng Hiệp.
8. Sáp nhập xã Việt Cường và xã Việt Hùng thành một xã lấy tên là xã Việt Hùng; tách một phần dân số và diện tích của xã Việt Hùng để sáp nhập vào xã Việt Thắng.
9. Giải thể xã Tân Thới để sáp nhập vào xã Trần Thới và xã Đông Thới.
10. Sáp nhập xã Tân Phong và xã Tân Nghiệp thành một xã lấy tên là xã Tân Nghiệp; tách một phần dân số và diện tích để sáp nhập vào thị trấn Phú Tân.
11. Giải thể xã Cái Nước để thành lập thị trấn Cái Nước (thị trấn huyện lỵ huyện Cái Nước).

IV. Huyện Đầm Dơi
1. Sáp nhập xã Thành Điền và xã Tân Mỹ thành một xã lấy tên là xã Thành Điền.

V. Huyện Ngọc Hiển
1. Giải thể thị trấn Năm Căn. Thành lập xã Hàng Vịnh trên cơ sở diện tích và dân số của thị trấn Năm Căn cũ.
2. Chia xã Đất Mới thành hai đơn vị hành chính lấy tên là xã Đất Mới và thị trấn Năm Căn (thị trấn huyện lỵ huyện Ngọc Hiển).

VI. Huyện Vĩnh Lợi
1. Sáp nhập xã Vĩnh An và xã Vĩnh Mỹ B thành một xã lấy tên là xã Vĩnh Mỹ B; tách một phần diện tích và dân số của xã Vĩnh Mỹ B để sáp nhập vào xã Minh Diệu.
2. Sáp nhập xã Minh Tân và xã Vĩnh Bình thành một xã lấy tên là xã Vĩnh Bình; tách một phần diện tích và dân số của hai xã này để sáp nhập vào xã Minh Diệu và xã Vĩnh Hùng.
3. Sáp nhập xã Vĩnh Hùng và xã Vĩnh Hưng thành một xã lấy tên là xã Vĩnh Hưng; tách một phần diện tích và dân số của xã Minh Tân để sáp nhập vào xã Vĩnh Hưng.
4. Tách một phần diện tích và dân số của xã Minh Diệu để sáp nhập vào xã Long Thạnh.
5. Sáp nhập xã Châu Thới và xã Thới Chiến thành một xã lấy tên là xã Châu Thới; tách một phần diện tích và dân số của xã Châu Thới để sáp nhập vào xã Thới Thắng.
6. Sáp nhập các xã Thới Thắng, Phước Hưng và Hòa Hưng thành một xã lấy tên là xã Hòa Hưng; tách một phần diện tích và dân số của xã Hòa Hưng để sáp nhập vào xã Châu Hưng và xã Hưng Hội.
7. Sáp nhập xã Vĩnh Hậu và xã Long Hà thành một xã lấy tên là xã Vĩnh Hậu; tách một phần diện tích và dân số của xã Vĩnh Hậu để sáp nhập vào xã Vĩnh Thịnh, xã Long Thạnh và xã Vĩnh Lợi.
8. Tách ấp Láng Dài của xã Vĩnh Lợi để sáp nhập vào xã Long Thạnh; giải thể xã Vĩnh Lợi để thành lập thị trấn Hoà Bình (thị trấn huyện lỵ huyện Vĩnh Lợi).
9. Sau khi điều chỉnh địa giới hành chính, xã Long Thạnh có 3.318 hécta đất với 10.457 nhân khẩu.

VII. Huyện Giá Rai
1. Sáp nhập xã An Hòa và xã An Hạnh thành một xã lấy tên là xã An Hòa.
2. Sáp nhập xã An Phúc và xã An Định thành một xã lấy tên là xã An Phúc.
3. Sáp nhập xã An Bình và xã An Trạch thành một xã lấy tên là xã An Trạch.
4. Giải thể xã Long Điền Tân để sáp nhập vào xã Long Điền và xã Long Điền Tiến:
5. Giải thể xã Thạnh Hòa để sáp nhập vào xã Phong Thạnh và xã Thạnh Phú; đổi tên xã Thạnh Phú thành xã Thành Hòa.
6. Sáp nhập xã Long Điền Đông K và xã Long Điền Đông C thành một xã lấy tên là xã Long Điền Đông C.

VIII. Huyện Hồng Dân
1. Giải thể xã Vĩnh Hiếu để sáp nhập vào xã Vĩnh Lộc và xã Vĩnh Trung.
2. Sáp nhập xã Lộc Ninh A và xã Lộc Ninh B thành một xã lấy tên là xã Lộc Ninh.
3. Sáp nhập xã Ninh Thuận và xã Ninh Thạnh Lợi thành một xã lấy tên là xã Ninh Thạnh Lợi.
4. Giải thể xã Phước Tây để sáp nhập vào xã Phước Long và xã Phong Hiệp; tách một phần diện tích và dân số của xã Phước Long để sáp nhập vào xã Hòa Lợi; tách một phần diện tích và dân số của xã Phước Tây để sáp nhập vào xã Phong Hiệp.
5. Sau khi điều chỉnh địa giới, xã Hòa Lợi có 2.779 hécta đất với 6.325 nhân khẩu.
6. Tách một phần diện tích và dân số của xã Vĩnh Hồng để sáp nhập vào xã Vĩnh Tiến; tách một phần diện tích và dân số của xã Vĩnh Tiến để sáp nhập vào xã Phong Hòa.

IX. Huyện Thới Bình
1. Giải thể xã Biển Bạch Tân để sáp nhập vào xã Biển Bạch và xã Biển Bạch Tây.
2. Sáp nhập xã Biển Bạch Đông và xã Thới Thuận thành một xã lấy tên là xã Biển Bạch Đông.
3. Sáp nhập xã Trí Phải Tây và xã Trí Phải Trung thành một xã lấy tên là xã Trí Phải Tây.
4. Sáp nhập xã Trí Phải và xã Trí Phải Đông thành một xã lấy tên là xã Trí Phải.
5. Sáp nhập xã Tân Quý và xã Tân Phú thành một xã lấy tên là xã Tân Phú; tách một phần diện tích và dân số của xã Tân Phú để sáp nhập vào xã Tân Xuân.
6. Sáp nhập xã Tân Bình và xã Tân Thới thành một xã lấy tên là xã Lộc Bắc.
7. Sáp nhập xã Tân Lộc và xã Tân Hải thành một xã lấy tên là xã Tân Lộc.

X. Huyện Trần Văn Thời
1. Giải thể xã Phong Phú để sáp nhập vào xã Phong Lạc và xã Lợi An:
2. Sáp nhập xã Khánh Dũng và xã Khánh Hưng thành một xã lấy tên là xã Khánh Hưng.
3. Sáp nhập xã Khánh Xuân và xã Trần Hợi thành một xã lấy tên là xã Khánh Xuân.
4. Giải thể xã Khánh Trung để sáp nhập vào xã Khánh Bình và xã Khánh Đông.
5. Sáp nhập xã Khánh Dân và xã Khánh Hiệp thành một xã lấy tên là xã Khánh Dân.

#### Ngày 9 tháng 11 năm 1990, Ban Tổ chức Chính phủ ban hành Quyết định số 483/QĐ-TCCP[19]về việc điều chỉnh địa giới một số xã thuộc các huyện Hồng Dân và Vĩnh Lợi, tỉnh Minh Hải:
I. Huyện Hồng Dân:
1. Sáp nhập các xã Ninh Quới A, Ninh Quới B vào xã Ninh Quới.
2. Sáp nhập các xã Đông Phú, Đông Nam vào xã Vĩnh Phú Đông.
3. Sáp nhập các xã Phong Hòa, Phong Hiệp, Phong Dân vào xã Phong Thạnh Tây.
4. Sáp nhập xã Ninh Lợi vào xã Ninh Thạnh Lợi.
5. Sáp nhập xã Hòa Lợi vào xã Ninh Hòa.
6. Hợp nhất hai xã Vĩnh Hồng và xã Vĩnh Tiến thành xã Vĩnh Phú Tây.
7. Thành lập xã Phong Thạnh Nam.

II. Huyện Vĩnh Lợi:
1. Giải thể xã Hòa Hưng, nhập địa bàn vào xã Châu Hưng và xã Châu Thới.
2. Sáp nhập xã Vĩnh Thắng vào xã Vĩnh Mỹ A.

#### Ngày 2 tháng 2 năm 1991, Ban Tổ chức Chính phủ ban hành Quyết định số 51/QĐ-TCCP[20]về việc điều chỉnh địa giới phường, xã thuộc thị xã Bạc Liêu và các huyện Cái Nước, Đầm Dơi, Thới Bình, Trần Văn Thời, U Minh, tỉnh Minh Hải:
I. Thị xã Bạc Liêu
1. Sáp nhập Phường 6 vào Phường 5.
2. Sáp nhập Phường 4 vào Phường 7.
3. Giải thể Phường 1, nhập địa bàn vào Phường 3 và Phường 8.
4. Hợp nhất hai xã Vĩnh Thuận và Vĩnh Hòa thành xã Thuận Hòa.
5. Thị xã Bạc Liêu có 7 đơn vị hành chính gồm 5 phường: 2, 3, 5, 7, 8 và 2 xã: Hiệp Thành, Thuận Hòa.

II. Huyện Cái Nước
1. Sáp nhập xã Thạnh Phú vào xã Lương Thế Trân.
2. Sáp nhập xã Thạnh Hưng vào xã Tân Hưng.
3. Sáp nhập xã Hiệp Hưng vào xã Đông Thới.
4. Sáp nhập xã Bình Mỹ vào xã Hưng Mỹ.
5. Sáp nhập xã Tân Hiệp vào xã Tân Hưng Đông.
6. Sáp nhập xã Việt Thắng vào xã Trần Thới.
7. Sáp nhập xã Phú Hòa vào xã Phú Mỹ.
8. Hợp nhất xã Phú Hiệp, xã Tân Nghiệp và thị trấn Phú Tân thành xã Phú Tân.
9. Hợp nhất xã Việt Hùng và xã Việt Khái thành xã Tân Hưng Tây mới.
10. Hợp nhất xã Tân Hải với xã Tân Hưng Tây cũ thành xã Nguyễn Việt Khái.

III. Huyện Đầm Dơi
1. Sáp nhập xã Quách Phẩm vào xã Trần Phán.
2. Sáp nhập xã Ngọc Chánh vào xã Tân Hùng.
3. Sáp nhập hai xã Tân Điền và Tân Hưng vào xã Thanh Tùng.
4. Sáp nhập hai xã Tân Hồng và Tân Dân vào xã Tân Duyệt.
5. Sáp nhập hai xã Thành Điền và Thới Phong vào xã Tạ An Khương.
6. Hợp nhất hai xã Tân Trung và Tân An thành xã Quách Phẩm.

IV. Huyện Thới Bình
1. Sáp nhập xã Biển Bạch Tây vào xã Biển Bạch.
2. Sáp nhập xã Trí Phải Tây vào xã Trí Phải.
3. Sáp nhập xã Tân Xuân vào xã Tân Phú.
4. Sáp nhập xã Lộc Bắc vào xã Tân Lộc.
5. Sáp nhập xã Khánh Thới thuộc huyện Thới Bình vào xã Khánh An thuộc huyện Trần Văn Thời.
6. Sáp nhập xã Tân Lợi vào xã Tân Phú.
7. Sáp nhập xã Thới Hòa vào xã Thới Bình.

V. Huyện Trần Văn Thời
1. Hợp nhất hai xã Khánh Đông, Khánh Tây thành xã Khánh Bình Đông.
2. Đổi tên xã Khánh Xuân thành xã Trần Hợi.
3. Hợp nhất hai xã Khánh Dân, Khánh Hưng thành xã Khánh Hưng.
4. Hợp nhất hai xã Khánh Hưng B, Khánh Tân thành xã Khánh Bình Tây.
5. Hợp nhất hai xã Khánh Hải, Khánh Hòa thành xã Khánh Hải.
6. Tách một phần đất xã Phong Lạc nhập vào xã Lợi An.
7. Tách một phần đất thị trấn Sông Đốc nhập vào xã Phong Lạc.

VI. Huyện U Minh
1. Sáp nhập hai xã Khánh Hiệp, Khánh Minh vào xã Khánh An.
2. Sáp nhập hai xã Nguyễn Phích A, Nguyễn Phích B vào xã Nguyễn Phích.
3. Sáp nhập hai xã Khánh Hội, Khánh Tân vào xã Khánh Lâm.

#### Ngày 13 tháng 4 năm 1991, Ban Tổ chức Chính phủ ban hành Quyết định số 183/QĐ-TCCP[21]về việc điều chỉnh địa giới một số xã thuộc huyện Giá Rai, tỉnh Minh Hải:
- Sáp nhập các xã Long Điền Đông A, Long Điền Đông B, Long Điền Đông C thành xã Long Điền Đông.
- Sáp nhập xã Long Điền Tiến vào xã Long Điền.
- Sáp nhập các xã Long Điền Hải, Điền Hải vào xã Long Điền Tây.
- Sáp nhập xã An Hòa vào xã An Trạch.
- Sáp nhập xã Định Hòa vào xã Định Thành.
- Sáp nhập các xã Tân Hiệp, Thạnh Bình vào xã Tân Phong.
- Sáp nhập xã Thạnh Hòa vào xã Phong Thạnh.
- Sáp nhập xã Phong Nam vào xã Phong Tân.
- Sáp nhập các xã Phong Phú, Phong Quý vào xã Phong Thạnh Đông.
- Sáp nhập xã Tân Hòa vào xã Phong Thạnh Tây.

#### Ngày 29 tháng 8 năm 1994, Chính phủ ban hành Nghị định số 109-CP[22]về việc thành lập thị trấn Cái Đôi Vàm thuộc huyện Cái Nước, tỉnh Minh Hải:
- Thành lập thị trấn Cái Đôi Vàm thuộc huyện Cái Nước trên cơ sở điều chỉnh một phần diện tích tự nhiên và nhân khẩu của xã Nguyễn Việt Khái.

## Tái lập tỉnh Bạc Liêu lần thứ II (1/1/1997)

#### Ngày 6 tháng 11 năm 1996, Quốc hội ban hành Nghị quyết (nghị quyết có hiệu từ ngày 1 tháng 1 năm 1997)[23]về việc chia tỉnhMinh Hảithành hai tỉnh là tỉnhBạc Liêuvà tỉnhCà Mau
Tỉnh Bạc Liêu
- Tỉnh Bạc Liêu có 4 đơn vị hành chính gồm: Thị xã Bạc Liêu và 3 huyện: Hồng Dân, Vĩnh Lợi, Giá Rai.
- Tỉnh Bạc Liêu có diện tích 2.484,96 km² và dân số là 772.078 người.
- Tỉnh lỵ: Thị xã Bạc Liêu.

Tỉnh Cà Mau
- Tỉnh Cà Mau có 6 đơn vị hành chính gồm: Thị xã Cà Mau và 6 huyện: Đầm Dơi, Ngọc Hiển, Cái Nước, Trần Văn Thời, U Minh, Thới Bình.
- Tỉnh Cà Mau có diện tích 5.204,41 km² và dân số là 1.067.925 người.
- Tỉnh lỵ: Thị xã Cà Mau.

#### Ngày 25 tháng 8 năm 1999, Chính phủ ban hành Nghị định số 82/1999/NĐ-CP[24]về việc điều chỉnh địa giới hành chính xã thuộc thị xã Bạc Liêu và các huyện Hồng Dân, Giá Rai, tỉnh Bạc Liêu:
- Chia xã Thuận Hòa thuộc thị xã Bạc Liêu thành 2 xã: Vĩnh Trạch và Vĩnh Trạch Đông.
- Thành lập xã Ninh Quới A thuộc huyện Hồng Dân trên cơ sở 3.691 ha diện tích tự nhiên và 14.047 nhân khẩu của xã Ninh Quới.
- Thành lập xã Phong Thạnh Đông A thuộc huyện Giá Rai trên cơ sở 2.691,54 ha diện tích tự nhiên và 15.207 nhân khẩu của xã Phong Thạnh Đông.
- Thành lập xã Long Điền Đông A thuộc huyện Giá Rai trên cơ sở 5.947,93 ha diện tích tự nhiên và 15.342 nhân khẩu của xã Long Điền Đông.

#### Ngày 25 tháng 8 năm 2000, Chính phủ ban hành Nghị định số 51/2000/NĐ-CP (nghị định có hiệu lực từ ngày 25 tháng 9 năm 2000)[25]về việc điều chỉnh địa giới hành chính huyện Hồng Dân để thành lập huyện Phước Long, tỉnh Bạc Liêu:
- Thành lập huyện Phước Long trên cơ sở 40.482 ha diện tích tự nhiên và 101.322 nhân khẩu của huyện Hồng Dân.
- Huyện Phước Long có 40.482 ha diện tích tự nhiên và 101.322 nhân khẩu; gồm 7 đơn vị hành chính trực thuộc, bao gồm 6 xã: Phong Thạnh Nam, Phước Long, Vĩnh Phú Tây, Vĩnh Thanh, Vĩnh Phú Đông, Hưng Phú và thị trấn Phước Long.
- Địa giới hành chính huyện Phước Long: Đông giáp huyện Vĩnh Lợi và tỉnh Sóc Trăng; Tây giáp huyện Hồng Dân và tỉnh Cà Mau; Nam giáp huyện Vĩnh Lợi và huyện Giá Rai; Bắc giáp huyện Hồng Dân.
- Sau khi điều chỉnh địa giới hành chính để thành lập huyện Phước Long, huyện Hồng Dân có 42.118 ha diện tích tự nhiên và 91.306 nhân khẩu; có 7 đơn vị hành chính trực thuộc, bao gồm 6 xã: Vĩnh Lộc, Ninh Thạnh Lợi, Lộc Ninh, Ninh Hòa, Ninh Quới, Ninh Quới A và thị trấn Ngan Dừa.

#### Ngày 24 tháng 12 năm 2001, Chính phủ ban hành Nghị định số 98/2001/NĐ-CP (nghị định có hiệu lực từ ngày 1 tháng 3 năm 2002)[26]về việc chia huyện Giá Rai, tỉnh Bạc Liêu thành hai huyện Đông Hải và Giá Rai:
- Chia huyện Giá Rai, tỉnh Bạc Liêu thành hai huyện: Đông Hải và Giá Rai.
- Huyện Đông Hải có 52.786,36 ha diện tích tự nhiên và 123.440 nhân khẩu, gồm 8 đơn vị hành chính trực thuộc là các xã: An Trạch, An Phúc, Định Thành, Long Điền, Long Điền Tây, Long Điền Đông, Long Điền Đông A và thị trấn Gành Hào.
- Địa giới hành chính huyện Đông Hải: Đông giáp huyện Vĩnh Lợi; Tây giáp tỉnh Cà Mau; Nam giáp huyện Đầm Dơi và Biển Đông; Bắc giáp huyện Giá Rai.
- Huyện Giá Rai có 33.760,06 ha diện tích tự nhiên và 118.899 nhân khẩu; có 9 đơn vị hành chính trực thuộc, bao gồm 7 xã: Phong Thạnh, Phong Thạnh Đông, Phong Thạnh Đông A, Phong Thạnh Tây, Tân Thạnh, Tân Phong, Phong Tân và 2 thị trấn: Hộ Phòng, Giá Rai.

#### Ngày 13 tháng 5 năm 2002, Chính phủ ban hành Nghị định số 55/2002/NĐ-CP[27]về việc thành lập phường, xã thuộc thị xã Bạc Liêu và huyện Vĩnh Lợi, tỉnh Bạc Liêu:
- Thành lập Phường 1 thuộc thị xã Bạc Liêu trên cơ sở 582,6 ha diện tích tự nhiên và 17.568 nhân khẩu của Phường 7.
- Thành lập xã Châu Hưng A thuộc huyện Vĩnh Lợi trên cơ sở 2.959,21 ha diện tích tự nhiên và 9.680 nhân khẩu của xã Châu Hưng.
- Thành lập xã Vĩnh Hưng A thuộc huyện Vĩnh Lợi trên cơ sở 2.080,93 ha diện tích tự nhiên và 9.380 nhân khẩu của xã Vĩnh Hưng.

#### Ngày 24 tháng 12 năm 2003, Chính phủ ban hành Nghị định số 166/2003/NĐ-CP[28]về việc thành lập xã, phường thuộc các huyện Vĩnh Lợi, Phước Long, Hồng Dân, Giá Rai, Đông Hải và thị xã Bạc Liêu, tỉnh Bạc Liêu:
- Thành lập phường Nhà Mát thuộc thị xã Bạc Liêu trên cơ sở 2.439 ha diện tích tự nhiên và 9.237 nhân khẩu của xã Hiệp Thành.
- Thành lập xã Vĩnh Hậu A thuộc huyện Vĩnh Lợi trên cơ sở 5.150 ha diện tích tự nhiên và 7.416 nhân khẩu của xã Vĩnh Hậu.
- Chia xã Phong Thạnh Nam thuộc huyện Phước Long thành xã Phong Thạnh Tây A và xã Phong Thạnh Tây B.
- Thành lập xã Vĩnh Lộc A thuộc huyện Hồng Dân trên cơ sở 4.237,10 ha diện tích tự nhiên và 9.314 nhân khẩu của xã Vĩnh Lộc.
- Thành lập xã Phong Thạnh A thuộc huyện Giá Rai trên cơ sở 3.800 ha diện tích tự nhiên và 9.271 nhân khẩu của xã Phong Thạnh.
- Thành lập xã Định Thành A thuộc huyện Đông Hải trên cơ sở 2.986,50 ha diện tích tự nhiên và 9.410 nhân khẩu của xã Định Thành.

#### Ngày 5 tháng 9 năm 2005, Chính phủ ban hành Nghị định số 96/2005/NĐ-CP (nghị định có hiệu lực từ ngày 1 tháng 10 năm 2005)[29]về việc thành lập huyện Hòa Bình, tỉnh Bạc Liêu:
- Thành lập huyện Hòa Bình trên cơ sở 41.133 ha diện tích tự nhiên và 102.063 nhân khẩu của huyện Vĩnh Lợi.
- Huyện Hòa Bình có 41.133 ha diện tích tự nhiên và 102.063 nhân khẩu, có 8 đơn vị hành chính trực thuộc, bao gồm 7 xã: Minh Diệu, Vĩnh Bình, Vĩnh Mỹ A, Vĩnh Mỹ B, Vĩnh Thịnh, Vĩnh Hậu, Vĩnh Hậu A và thị trấn Hòa Bình.
- Địa giới hành chính huyện Hòa Bình: Đông giáp thị xã Bạc Liêu; Tây giáp các huyện Đông Hải, Giá Rai; Nam giáp Biển Đông; Bắc giáp các huyện Phước Long, Vĩnh Lợi.
- Sau khi điều chỉnh địa giới hành chính thành lập huyện Hòa Bình, huyện Vĩnh Lợi còn lại 24.942 ha diện tích tự nhiên và 91.915 nhân khẩu, có 8 đơn vị hành chính trực thuộc, bao gồm 7 xã: Châu Hưng, Châu Hưng A, Hưng Thành, Hưng Hội, Châu Thới, Vĩnh Hưng, Vĩnh Hưng A, Long Thạnh.

#### Ngày 6 tháng 4 năm 2007, Chính phủ ban hành Nghị định số 57/2007/NĐ-CP[30]về việc thành lập thị trấn Châu Hưng thuộc huyện Vĩnh Lợi, tỉnh Bạc Liêu:
- Thành lập thị trấn Châu Hưng thuộc huyện Vĩnh Lợi trên cơ sở toàn bộ 3.155 ha diện tích tự nhiên và 11.311 nhân khẩu của xã Châu Hưng và điều chỉnh 265,23 ha diện tích tự nhiên và 1.438 nhân khẩu của xã Châu Thới.
- Thị trấn Châu Hưng có 3.420,23 ha diện tích tự nhiên và 12.749 nhân khẩu.
- Địa giới hành chính thị trấn Châu Hưng: Đông giáp xã Hưng Hội và xã Hưng Thành, huyện Vĩnh Lợi; Tây giáp xã Châu Thới và xã Long Thạnh, huyện Vĩnh Lợi; Nam giáp Phường 7, thị xã Bạc Liêu và xã Hưng Hội, huyện Vĩnh Lợi; Bắc giáp xã Châu Hưng A, huyện Vĩnh Lợi.
- Sau khi điều chỉnh địa giới hành chính, xã Châu Thới còn lại 4.273,77 ha diện tích tự nhiên và 14.493 nhân khẩu.
- Huyện Vĩnh Lợi có 8 đơn vị hành chính trực thuộc, bao gồm 7 xã: Hưng Hội, Hưng Thành, Châu Hưng A, Châu Thới, Long Thạnh, Vĩnh Hưng, Vĩnh Hưng A và thị trấn Châu Hưng.

#### Ngày 1 tháng 8 năm 2008, Chính phủ ban hành Nghị định số 85/2008/NĐ-CP[31]về việc điều chỉnh địa giới hành chính xã, thành lập xã thuộc huyện Đông Hải, huyện Hồng Dân, tỉnh Bạc Liêu:
- Thành lập xã An Trạch A thuộc huyện Đông Hải trên cơ sở điều chỉnh 4.807,48 ha diện tích tự nhiên và 11.238 nhân khẩu của xã An Trạch.
- Thành lập xã Điền Hải thuộc huyện Đông Hải trên cơ sở điều chỉnh 3.400,04 ha diện tích tự nhiên và 9.408 nhân khẩu của xã Long Điền Tây.
- Thành lập xã Ninh Thạnh Lợi A thuộc huyện Hồng Dân trên cơ sở điều chỉnh 6.687,25 ha diện tích tự nhiên và 7.146 nhân khẩu của xã Ninh Thạnh Lợi.

#### Ngày 27 tháng 8 năm 2010, Chính phủ ban hành Nghị quyết số 32/NQ-CP[32]về việc thành lập thành phố Bạc Liêu, tỉnh Bạc Liêu:
- Thành lập thành phố Bạc Liêu thuộc tỉnh Bạc Liêu trên cơ sở toàn bộ diện tích tự nhiên, dân số và các đơn vị hành chính trực thuộc của thị xã Bạc Liêu.
- Thành phố Bạc Liêu có diện tích tự nhiên 17.538,19 ha và 188.863 nhân khẩu; 10 đơn vị hành chính cấp xã, bao gồm 7 phường: 1, 2, 3, 5, 7, 8, Nhà Mát và 3 xã: Hiệp Thành, Vĩnh Trạch, Vĩnh Trạch Đông.
- Địa giới hành chính thành phố Bạc Liêu: phía Đông giáp huyện Vĩnh Châu, tỉnh Sóc Trăng; phía Tây giáp huyện Hòa Bình; phía Nam giáp Biển Đông; phía Bắc giáp huyện Vĩnh Lợi.

#### Ngày 15 tháng 5 năm 2015, Ủy ban Thường vụ Quốc hội ban hành Nghị quyết số 930/NQ/UBTVQH13[33]về việc thành lập thị xã Giá Rai và thành lập 3 phường thuộc thị xã Giá Rai, tỉnh Bạc Liêu:
- Thành lập thị xã Giá Rai thuộc tỉnh Bạc Liêu trên cơ sở toàn bộ 35.466,81 ha diện tích tự nhiên và 139.748 nhân khẩu của huyện Giá Rai.
- Thành lập các phường thuộc thị xã Giá Rai:

1. Thành lập Phường 1 thuộc thị xã Giá Rai trên cơ sở toàn bộ 1.186,60 ha diện tích tự nhiên và dân số 16.906 người của thị trấn Giá Rai.
2. Thành lập phường Hộ Phòng thuộc thị xã Giá Rai trên cơ sở toàn bộ 1.195,22 ha diện tích tự nhiên và dân số 19.475 người của thị trấn Hộ Phòng.
3. Thành lập phường Láng Tròn thuộc thị xã Giá Rai trên cơ sở toàn bộ 3.320,08 ha diện tích tự nhiên và dân số 17.855 người của xã Phong Thạnh Đông A.

- Sau khi thành lập thị xã Giá Rai và thành lập các phường thuộc thị xã Giá Rai, thị xã Giá Rai có 10 đơn vị hành chính, bao gồm 3 phường: 1, Hộ Phòng, Láng Tròn và 7 xã: Tân Phong, Tân Thạnh, Phong Thạnh Đông, Phong Tân, Phong Thạnh, Phong Thạnh A, Phong Thạnh Tây.

Tỉnh Bạc Liêu có 2.526 km² diện tích tự nhiên và 876.800 nhân khẩu, có 7 đơn vị hành chính cấp huyện, bao gồm thành phố Bạc Liêu, thị xã Giá Rai và 5 huyện: Đông Hải, Hòa Bình, Hồng Dân, Phước Long, Vĩnh Lợi.

#### Ngày 24 tháng 10 năm 2024, Ủy ban Thường vụ Quốc hội ban hành Nghị quyết số 1254/NQ-UBTVQH15[34]về việc sắp xếp đơn vị hành chính cấp xã của tỉnh Bạc Liêu giai đoạn 2023 – 2025 (nghị quyết có hiệu lực từ ngày 1 tháng 12 năm 2024):
Sắp xếp các đơn vị hành chính cấp xã thuộc thành phố Bạc Liêu
- Điều chỉnh 5,26 km² diện tích tự nhiên và quy mô dân số là 3.553 người của Phường 8 vào Phường 3.
- Phường 3 có 6,19 km² diện tích tự nhiên và quy mô dân số là 22.432 người.
- Phường 8 có 5,77 km² diện tích tự nhiên và quy mô dân số là 10.144 người.
- Sau khi sắp xếp, thành phố Bạc Liêu có 10 đơn vị hành chính cấp xã, bao gồm: 7 phường và 3 xã.

Tỉnh Bạc Liêu có 7 đơn vị hành chính cấp huyện, bao gồm: 5 huyện, 1 thị xã, 1 thành phố với 64 đơn vị hành chính cấp xã, bao gồm: 49 xã, 10 phường và 5 thị trấn.

### Các đơn vị hành chính trực thuộc
Danh sách các đơn vị hành chính cấp huyện của tỉnh Bạc Liêu theo địa lý và hành chính bao gồm 6 đề mục liệt kê: đơn vị hành chính cấp huyện, thủ phủ, diện tích, dân số và mật độ dân số được cập nhật tính đến ngày 31/12/2024, các đơn vị hành chính cấp xã - phường - thị trấn.
Tỉnh Bạc Liêu tính đến ngày 31/12/2024 có diện tích 2.667,88 km², dân số là 1.066.503 người, mật độ dân số đạt 399 người/km², có 64 đơn vị hành chính cấp xã: trong đó có 10 phường, 5 thị trấn và 49 xã.
| STT | Phân cấp hành chính | Tên gọi            | Trụ sở UBND (huyện lỵ nếu là huyện) | Diện tích (km²) | Dân số tính đến ngày 31/12/2022 (người) | Mật độ dân số (người/km²) | Các đơn vị hành chính trực thuộc |
| --- | ------------------- | ------------------ | ----------------------------------- | --------------- | --------------------------------------- | ------------------------- | --- |
| 1   | Thành phố           | Thành phố Bạc Liêu | Phường 3                            | 213,72          | 174.549                                 | 816                       | 7 phường: 1, 2, 3, 5, 7, 8, Nhà Mát 3 xã: Hiệp Thành, Vĩnh Trạch, Vĩnh Trạch Đông.                                                                         |
| 2   | Thị xã              | Giá Rai            | Phường 1                            | 354             | 171.520                                 | 484                       | 3 phường: 1, Hộ Phòng, Láng Tròn 7 xã: Phong Tân, Phong Thạnh, Phong Thạnh A, Phong Thạnh Đông, Phong Thạnh Tây, Tân Phong, Tân Thạnh.                     |
| 3   | Huyện               | Đông Hải           | Điền Hải                            | 579,53          | 176.716                                 | 304                       | 1 thị trấn: Gành Hào 10 xã: An Phúc, An Trạch A, An Trạch, Điền Hải, Định Thành, Định Thành A, Long Điền, Long Điền Đông, Long Điền Đông A, Long Điền Tây. |
| 4   | Huyện               | Hòa Bình           | Hòa Bình                            | 426,69          | 140.377                                 | 328                       | 1 thị trấn: Hòa Bình 7 xã: Minh Diệu, Vĩnh Bình, Vĩnh Hậu, Vĩnh Hậu A, Vĩnh Mỹ A, Vĩnh Mỹ B, Vĩnh Thịnh                                                    |
| 5   | Huyện               | Hồng Dân           | Ngan Dừa                            | 423,80          | 131.655                                 | 310                       | 1 thị trấn: Ngan Dừa 8 xã: Lộc Ninh, Ninh Hòa, Ninh Quới, Ninh Quới A, Ninh Thạnh Lợi, Ninh Thạnh Lợi A, Vĩnh Lộc, Vĩnh Lộc A                              |
| 6   | Huyện               | Phước Long         | Phước Long                          | 417,91          | 151.612                                 | 362                       | 1 thị trấn: Phước Long 7 xã: Hưng Phú, Phong Thạnh Tây A, Phong Thạnh Tây B, Phước Long, Vĩnh Phú Đông, Vĩnh Phú Tây, Vĩnh Thanh                           |
| 7   | Huyện               | Vĩnh Lợi           | Châu Hưng                           | 252,25          | 120.074                                 | 476                       | 1 thị trấn: Châu Hưng 7 xã: Châu Hưng A, Châu Thới, Hưng Hội, Hưng Thành, Long Thạnh, Vĩnh Hưng, Vĩnh Hưng A                                               |

#### Ngày 28 tháng 4 năm 2025, HĐND tỉnh Bạc Liêu ban hành Nghị quyết số 13/NQ-HĐND[39]về việc tán thành chủ trương sắp xếp đơn vị hành chính cấp xã của tỉnh Bạc Liêu năm 2025. Theo đó, sắp xếp 64 đơn vị hành chính cấp xã (gồm 49 xã, 10 phường, 5 thị trấn) của tỉnh Bạc Liêu năm 2025 để thành lập 25 đơn vị hành chính cấp xã (gồm 20 xã và 5 phường) của tỉnh Bạc Liêu.
I. Thành phố Bạc Liêu có 3 phường
1. Thành lập phường Bạc Liêu trên cơ sở toàn bộ 5,98 km² diện tích tự nhiên, quy mô dân số là 24.456 người của Phường 1; toàn bộ 8,83 km² diện tích tự nhiên, quy mô dân số là 15.735 người của Phường 2; toàn bộ 6,19 km² diện tích tự nhiên, quy mô dân số là 23.049 người của Phường 3; toàn bộ 2,96 km² diện tích tự nhiên, quy mô dân số là 20.506 người của Phường 7 và toàn bộ 5,77 km² diện tích tự nhiên, quy mô dân số là 9.717 người của Phường 8 thuộc thành phố Bạc Liêu, tỉnh Bạc Liêu.
Phường Bạc Liêu có 29,73 km² diện tích tự nhiên và quy mô dân số là 93.463 người.
2. Thành lập phường Hiệp Thành trên cơ sở toàn bộ 29,05 km² diện tích tự nhiên, quy mô dân số 11.864 người của phường Nhà Mát; toàn bộ 37,29 km² diện tích tự nhiên, quy mô dân số 9.825 người của xã Hiệp Thành và toàn bộ 67,90 km² diện tích tự nhiên, quy mô dân số 16.681 người của xã Vĩnh Trạch Đông thuộc thành phố Bạc Liêu.
Phường Hiệp Thành có 134,24 km² diện tích tự nhiên và quy mô dân số là 38.370 người.
3. Thành lập phường Vĩnh Trạch thuộc tỉnh Cà Mau trên cơ sở toàn bộ 10,22 km² diện tích tự nhiên, quy mô dân số là 23.085 người của Phường 5 và toàn bộ 39,53 km² diện tích tự nhiên, quy mô dân số là 19.631 người của xã Vĩnh Trạch thuộc thành phố Bạc Liêu.
Phường Vĩnh Trạch có 49,75 km² diện tích tự nhiên và quy dân số là 42.716 người.
II. Thị xã Giá Rai có 2 phường và 1 xã
1. Thành lập phường Giá Rai trên cơ sở toàn bộ 11,76 km² diện tích tự nhiên, quy mô dân số là 21.974 người của Phường 1; toàn bộ 12,08 km² diện tích tự nhiên, quy mô dân số là là 22.917 người của phường Hộ Phòng; toàn bộ 46,07 km² diện tích tự nhiên, quy mô dân số là 14.090 người của xã Phong Thạnh và toàn bộ 34,69 km² diện tích tự nhiên, quy mô dân số là 12.168 người của xã Phong Thạnh A thuộc thị xã Giá Rai.
Phường Giá Rai có 104,60 km² diện tích tự nhiên và quy mô dân số là 71.149 người.
2. Thành lập phường Láng Tròn trên cơ sở toàn bộ 53,85 km² diện tích tự nhiên, quy mô dân số là 16.403 người của xã Phong Tân; toàn bộ 20,40 km² diện tích tự nhiên, quy mô dân số là 8.588 người của xã Phong Thạnh Đông và toàn bộ 32,18 km² diện tích tự nhiên, quy mô dân số là 21.468 người của phường Láng Tròn thuộc thị xã Giá Rai.
Phường Láng Tròn có 106,43 km² diện tích tự nhiên và quy mô dân số là 46.459 người.
3. Thành lập xã Phong Thạnh trên cơ sở toàn bộ 27,08 km² diện tích tự nhiên, quy mô dân số là 11.110 người của xã Tân Thạnh; toàn bộ 53,04 km² diện tích tự nhiên, quy mô dân số là 11.744 người của xã Phong Thạnh Tây và toàn bộ 62,84 km² diện tích tự nhiên, quy mô dân số là 31.058 người của xã Tân Phong thuộc thị xã Giá Rai, tỉnh Bạc Liêu.
Xã Phong Thạnh có 142,96 km² diện tích tự nhiên và quy mô dân số là 53.912 người.
III. Huyện Đông Hải có 5 xã
1. Thành lập xã An Trạch trên cơ sở toàn bộ 51,01 km² diện tích tự nhiên, quy mô dân số là 13.161 người của xã An Trạch A và toàn bộ 49,22 km² diện tích tự nhiên, quy mô dân số là 15.251 người của xã An Trạch thuộc huyện Đông Hải.
Xã An Trạch có 49,22 km² diện tích tự nhiên và quy mô dân số là 15.251 người.
2. Thành lập xã Định Thành trên cơ sở toàn bộ 27,92 km² diện tích tự nhiên, quy mô dân số là 9.103 người của xã Định Thành A; toàn bộ 57,68 km² diện tích tự nhiên, quy mô dân số là 13.405 người của xã An Phúc và toàn bộ 31,58 km² diện tích tự nhiên, quy mô dân số là 13.056 người của xã Định Thành thuộc huyện Đông Hải.
Xã Định Thành có 117,18 km² diện tích tự nhiên và quy mô dân số là 35.564 người.
3. Thành lập xã Đông Hải trên cơ sở toàn bộ 100,16 km² diện tích tự nhiên, quy mô dân số là 23.062 người của xã Long Điền Đông và toàn bộ diện 47,77 km² tích tự nhiên, quy mô dân số là 17.179 người của xã Long Điền Đông A thuộc huyện Đông Hải.
Xã Đông Hải có 147,93 km² diện tích tự nhiên và quy mô dân số là 40.241 người.
4. Thành lập xã Gành Hào trên cơ sở toàn bộ 13,40 km² diện tích tự nhiên, quy mô dân số 17.587 người của thị trấn Gành Hào và toàn bộ 71,25 km² diện tích tự nhiên quy mô dân số 13.965 người của xã Long Điền Tây thuộc huyện Đông Hải.
Xã Gành Hào có 84,65 km² diện tích tự nhiên và quy mô dân số là 31.552 người.
5. Thành lập xã Long Điền trên cơ sở toàn bộ 41,82 km² diện tích tự nhiên, quy mô dân số là 11.468 người của xã Điền Hải và toàn bộ 87,72 km² diện tích tự nhiên, quy mô dân số là 29.479 người của xã Long Điền thuộc huyện Đông Hải.
Xã Long Điền có 129,54 km² diện tích tự nhiên và quy mô dân số là 40.947 người.
IV. Huyện Hòa Bình có 3 xã
1. Thành lập xã Hòa Bình trên cơ sở toàn bộ 26,54 km² diện tích tự nhiên, quy mô dân số là 25.794 người của thị trấn Hòa Bình; toàn bộ 51,62 km² diện tích tự nhiên, quy mô dân số là 20.397 người của xã Vĩnh Mỹ A thuộc huyện Hòa Bình và toàn bộ 36,61 km² diện tích tự nhiên, quy mô dân số là 19.784 người của xã Long Thạnh, huyện Vĩnh Lợi.
Xã Hòa Bình có 114,77 km² diện tích tự nhiên và quy mô dân số là 65.975 người.
2. Thành lập xã Vĩnh Hậu trên cơ sở toàn bộ 105,94 km² diện tích tự nhiên, quy mô dân số là 17.948 người của xã Vĩnh Thịnh; toàn bộ 64,25 km² diện tích tự nhiên, quy mô dân số là 9.852 người của xã Vĩnh Hậu A và toàn bộ 62,56 km² diện tích tự nhiên, quy mô dân số là 14.099 người của xã Vĩnh Hậu thuộc huyện Hòa Bình.
Xã Vĩnh Hậu có 232,75 km² diện tích tự nhiên và quy mô dân số là 41.899 người.
3. Thành lập xã Vĩnh Mỹ trên cơ sở toàn bộ 40,72 km² diện tích tự nhiên, quy mô dân số là 15.558 người của xã Minh Diệu; toàn bộ 38,73 km² diện tích tự nhiên, quy mô dân số là 17.939 người của xã Vĩnh Bình và toàn bộ 36,33 km² diện tích tự nhiên, quy mô dân số là 18.790 người của xã Vĩnh Mỹ B thuộc huyện Hòa Bình.
Xã Vĩnh Mỹ có 115,78 km² diện tích tự nhiên và quy mô dân số là 52.287 người.
V. Huyện Hồng Dân có 4 xã
1. Thành lập xã Hồng Dân trên cơ sở toàn bộ 15,62 km² diện tích tự nhiên, quy mô dân số là 13.838 người của thị trấn Ngan Dừa; toàn bộ 50,29 km² diện tích tự nhiên, quy mô dân số là 13.234 người của xã Lộc Ninh và toàn bộ 59,01 km² diện tích tự nhiên, quy mô dân số là 23.122 người của xã Ninh Hòa thuộc huyện Hồng Dân.
Xã Hồng Dân có 124,92 km² diện tích tự nhiên và quy mô dân số là 50.194 người.
2. Thành lập xã Ninh Quới trên cơ sở toàn bộ 40,70 km² diện tích tự nhiên, quy mô dân số là 18.667 người của xã Ninh Quới A và toàn bộ 32,42 km² diện tích tự nhiên, quy mô dân số là 13.994 người của xã Ninh Quới thuộc huyện Hồng Dân.
Xã Ninh Quới có 73,12 km² diện tích tự nhiên và quy mô dân số là 32.661 người.
3. Thành lập xã Ninh Thạnh Lợi trên cơ sở toàn bộ 66,87 km² diện tích tự nhiên, quy mô dân số 5 10.354 người xã Ninh Thạnh Lợi A và toàn bộ 66,40 km² diện tích tự nhiên, quy mô dân số là 14.437 người của xã Ninh Thạnh Lợi thuộc huyện Hồng Dân.
Xã Ninh Thạnh Lợi có 133,27 km² diện tích tự nhiên và quy mô dân số là 24.791 người.
4. Thành lập xã Vĩnh Lộc trên cơ sở toàn bộ 44,01 km² diện tích tự nhiên, quy mô dân số là 11.962 người của xã Vĩnh Lộc A và toàn bộ 48,47 km² diện tích tự nhiên, quy mô dân số là 12.047 người của xã Vĩnh Lộc thuộc huyện Hồng Dân.
Xã Vĩnh Lộc có 92,48 km² diện tích tự nhiên và quy mô dân số là 24.009 người.
VI. Huyện Phước Long có 4 xã
1. Thành lập xã Phong Hiệp trên cơ sở toàn bộ 55,97 km² diện tích tự nhiên, quy mô dân số 13.523 người của xã Phong Thạnh Tây A và toàn bộ 61,31 km² diện tích tự nhiên, quy mô dân số là 15.187 người của xã Phong Thạnh Tây B thuộc huyện Phước Long.
Xã Phong Hiệp có 117,28 km² diện tích tự nhiên và quy mô dân số là 28.710 người.
2. Thành lập xã Phước Long trên cơ sở toàn bộ 49,48 km² diện tích tự nhiên, quy mô dân số là 24.984 người của thị trấn Phước Long và toàn bộ 48,63 km² diện tích tự nhiên, quy mô dân số là 22.297 người của xã Vĩnh Phú Đông thuộc huyện Phước Long.
Xã Phước Long có 98,11 km² diện tích tự nhiên và quy mô dân số là 47.281 người.
3. Thành lập xã Vĩnh Phước trên cơ sở toàn bộ 75,50 km² diện tích tự nhiên, quy mô dân số 20.014 người của xã Phước Long và toàn bộ 51,72 km² diện tích tự nhiên, quy mô dân số 18.648 người của xã Vĩnh Phú Tây thuộc huyện Phước Long.
Xã Vĩnh Phước có 127,22 km² diện tích tự nhiên và quy mô dân số là 38.662 người.
4. Thành lập xã Vĩnh Thanh trên cơ sở toàn bộ 37,93 km² diện tích tự nhiên, quy mô dân số là 17.668 người của xã Hưng Phú và toàn bộ 37,37 km² diện tích tự nhiên, quy mô dân số là 19.291 người của xã Vĩnh Thanh thuộc huyện Phước Long.
Xã Vĩnh Thanh có diện tích 75,30 km² và quy mô dân số là 36.959 người.
VII. Huyện Vĩnh Lợi có 3 xã
1. Thành lập xã Châu Thới trên cơ sở toàn bộ 23,04 km² diện tích tự nhiên, quy mô dân số là 12.491 người của xã Vĩnh Hưng; toàn bộ 22,55 km² diện tích tự nhiên, quy mô dân số là 12.262 người của xã Vĩnh Hưng A và toàn bộ 45,95 km² diện tích tự nhiên, quy mô dân số là 16.910 người của xã Châu Thới thuộc huyện Vĩnh Lợi.
Xã Châu Thới có 91,54 km² diện tích tự nhiên và quy mô dân số là 41.663 người.
2. Thành lập xã Hưng Hội trên cơ sở toàn bộ 34,03 km² diện tích tự nhiên, quy mô dân số 14.844 người của xã Hưng Thành và toàn bộ 28,38 km² diện tích tự nhiên, quy mô dân số 14.748 người của xã Hưng Hội thuộc huyện Vĩnh Lợi.
Xã Hưng Hội có 62,41 km² diện tích tự nhiên và quy mô dân số là 29.592 người.
3. Thành lập xã Vĩnh Lợi trên cơ sở toàn bộ 31,98 km² diện tích tự nhiên, quy mô dân số là 17.236 người của thị trấn Châu Hưng và toàn bộ 29,71 km² diện tích tự nhiên, quy mô dân số 11.799 người xã Châu Hưng A thuộc huyện Vĩnh Lợi.
Xã Vĩnh Lợi có 61,69 km² diện tích tự nhiên và quy mô dân số là 29.035 người.